# Lista planetelor minore: 193001–194000

## 193001–193100
| Denumire | Denumire provizorie | Data descoperirii | Locul descoperirii | Descoperitor(i) |
| -------- | ------------------- | ----------------- | ------------------ | --------------- |
| 193001 – | 2000 DZ114          | 27 februarie 2000 | Kitt Peak          | Spacewatch      |
| 193002 – | 2000 DZ116          | 25 februarie 2000 | Kitt Peak          | Spacewatch      |
| 193003 – | 2000 EO2            | 3 martie 2000     | Socorro            | LINEAR          |
| 193004 – | 2000 EJ5            | 2 martie 2000     | Kitt Peak          | Spacewatch      |
| 193005 – | 2000 ER5            | 2 martie 2000     | Kitt Peak          | Spacewatch      |
| 193006 – | 2000 ES9            | 3 martie 2000     | Socorro            | LINEAR          |
| 193007 – | 2000 ER11           | 4 martie 2000     | Socorro            | LINEAR          |
| 193008 – | 2000 EH16           | 3 martie 2000     | Socorro            | LINEAR          |
| 193009 – | 2000 EA18           | 4 martie 2000     | Socorro            | LINEAR          |
| 193010 – | 2000 EJ18           | 4 martie 2000     | Socorro            | LINEAR          |
| 193011 – | 2000 EO19           | 5 martie 2000     | Socorro            | LINEAR          |
| 193012 – | 2000 EV25           | 8 martie 2000     | Kitt Peak          | Spacewatch      |
| 193013 – | 2000 EP26           | 8 martie 2000     | Socorro            | LINEAR          |
| 193014 – | 2000 EC33           | 5 martie 2000     | Socorro            | LINEAR          |
| 193015 – | 2000 EN37           | 8 martie 2000     | Socorro            | LINEAR          |
| 193016 – | 2000 EQ38           | 8 martie 2000     | Socorro            | LINEAR          |
| 193017 – | 2000 EF42           | 8 martie 2000     | Socorro            | LINEAR          |
| 193018 – | 2000 EV42           | 8 martie 2000     | Socorro            | LINEAR          |
| 193019 – | 2000 EX42           | 8 martie 2000     | Socorro            | LINEAR          |
| 193020 – | 2000 EE51           | 3 martie 2000     | Kitt Peak          | Spacewatch      |
| 193021 – | 2000 EU52           | 3 martie 2000     | Kitt Peak          | Spacewatch      |
| 193022 – | 2000 EA57           | 8 martie 2000     | Socorro            | LINEAR          |
| 193023 – | 2000 ET57           | 8 martie 2000     | Socorro            | LINEAR          |
| 193024 – | 2000 ET60           | 10 martie 2000    | Socorro            | LINEAR          |
| 193025 – | 2000 EQ61           | 10 martie 2000    | Socorro            | LINEAR          |
| 193026 – | 2000 EJ66           | 10 martie 2000    | Socorro            | LINEAR          |
| 193027 – | 2000 EX67           | 10 martie 2000    | Socorro            | LINEAR          |
| 193028 – | 2000 EX70           | 10 martie 2000    | Catalina           | CSS             |
| 193029 – | 2000 EB74           | 10 martie 2000    | Kitt Peak          | Spacewatch      |
| 193030 – | 2000 EU74           | 11 martie 2000    | Kitt Peak          | Spacewatch      |
| 193031 – | 2000 EV76           | 5 martie 2000     | Socorro            | LINEAR          |
| 193032 – | 2000 ED80           | 5 martie 2000     | Socorro            | LINEAR          |
| 193033 – | 2000 EV91           | 9 martie 2000     | Socorro            | LINEAR          |
| 193034 – | 2000 ED115          | 10 martie 2000    | Kitt Peak          | Spacewatch      |
| 193035 – | 2000 EH127          | 11 martie 2000    | Anderson Mesa      | LONEOS          |
| 193036 – | 2000 EP127          | 11 martie 2000    | Anderson Mesa      | LONEOS          |
| 193037 – | 2000 ET128          | 11 martie 2000    | Anderson Mesa      | LONEOS          |
| 193038 – | 2000 ER130          | 11 martie 2000    | Anderson Mesa      | LONEOS          |
| 193039 – | 2000 ES133          | 11 martie 2000    | Anderson Mesa      | LONEOS          |
| 193040 – | 2000 EC160          | 3 martie 2000     | Socorro            | LINEAR          |
| 193041 – | 2000 ER160          | 3 martie 2000     | Socorro            | LINEAR          |
| 193042 – | 2000 EO162          | 3 martie 2000     | Socorro            | LINEAR          |
| 193043 – | 2000 EF174          | 4 martie 2000     | Socorro            | LINEAR          |
| 193044 – | 2000 FL2            | 25 martie 2000    | Kitt Peak          | Spacewatch      |
| 193045 – | 2000 FE6            | 25 martie 2000    | Kitt Peak          | Spacewatch      |
| 193046 – | 2000 FS8            | 29 martie 2000    | Kitt Peak          | Spacewatch      |
| 193047 – | 2000 FW11           | 28 martie 2000    | Socorro            | LINEAR          |
| 193048 – | 2000 FW14           | 29 martie 2000    | Socorro            | LINEAR          |
| 193049 – | 2000 FJ27           | 27 martie 2000    | Anderson Mesa      | LONEOS          |
| 193050 – | 2000 FS28           | 27 martie 2000    | Anderson Mesa      | LONEOS          |
| 193051 – | 2000 FB29           | 27 martie 2000    | Anderson Mesa      | LONEOS          |
| 193052 – | 2000 FE33           | 29 martie 2000    | Socorro            | LINEAR          |
| 193053 – | 2000 FE39           | 29 martie 2000    | Socorro            | LINEAR          |
| 193054 – | 2000 FR43           | 29 martie 2000    | Socorro            | LINEAR          |
| 193055 – | 2000 FJ45           | 29 martie 2000    | Socorro            | LINEAR          |
| 193056 – | 2000 FY50           | 29 martie 2000    | Kitt Peak          | Spacewatch      |
| 193057 – | 2000 FR51           | 29 martie 2000    | Kitt Peak          | Spacewatch      |
| 193058 – | 2000 FE64           | 29 martie 2000    | Socorro            | LINEAR          |
| 193059 – | 2000 FS66           | 25 martie 2000    | Kitt Peak          | Spacewatch      |
| 193060 – | 2000 GL             | 2 aprilie 2000    | Prescott           | P. G. Comba     |
| 193061 – | 2000 GP             | 1 aprilie 2000    | Kitt Peak          | Spacewatch      |
| 193062 – | 2000 GJ5            | 4 aprilie 2000    | Socorro            | LINEAR          |
| 193063 – | 2000 GF7            | 4 aprilie 2000    | Socorro            | LINEAR          |
| 193064 – | 2000 GD9            | 5 aprilie 2000    | Socorro            | LINEAR          |
| 193065 – | 2000 GB12           | 5 aprilie 2000    | Socorro            | LINEAR          |
| 193066 – | 2000 GW13           | 5 aprilie 2000    | Socorro            | LINEAR          |
| 193067 – | 2000 GZ13           | 5 aprilie 2000    | Socorro            | LINEAR          |
| 193068 – | 2000 GE15           | 5 aprilie 2000    | Socorro            | LINEAR          |
| 193069 – | 2000 GS17           | 5 aprilie 2000    | Socorro            | LINEAR          |
| 193070 – | 2000 GB21           | 5 aprilie 2000    | Socorro            | LINEAR          |
| 193071 – | 2000 GJ23           | 5 aprilie 2000    | Socorro            | LINEAR          |
| 193072 – | 2000 GF24           | 5 aprilie 2000    | Socorro            | LINEAR          |
| 193073 – | 2000 GN25           | 5 aprilie 2000    | Socorro            | LINEAR          |
| 193074 – | 2000 GF26           | 5 aprilie 2000    | Socorro            | LINEAR          |
| 193075 – | 2000 GX29           | 5 aprilie 2000    | Socorro            | LINEAR          |
| 193076 – | 2000 GT30           | 5 aprilie 2000    | Socorro            | LINEAR          |
| 193077 – | 2000 GV30           | 5 aprilie 2000    | Socorro            | LINEAR          |
| 193078 – | 2000 GB31           | 5 aprilie 2000    | Socorro            | LINEAR          |
| 193079 – | 2000 GD34           | 5 aprilie 2000    | Socorro            | LINEAR          |
| 193080 – | 2000 GW36           | 5 aprilie 2000    | Socorro            | LINEAR          |
| 193081 – | 2000 GZ36           | 5 aprilie 2000    | Socorro            | LINEAR          |
| 193082 – | 2000 GS37           | 5 aprilie 2000    | Socorro            | LINEAR          |
| 193083 – | 2000 GD44           | 5 aprilie 2000    | Socorro            | LINEAR          |
| 193084 – | 2000 GA53           | 5 aprilie 2000    | Socorro            | LINEAR          |
| 193085 – | 2000 GO63           | 5 aprilie 2000    | Socorro            | LINEAR          |
| 193086 – | 2000 GP64           | 5 aprilie 2000    | Socorro            | LINEAR          |
| 193087 – | 2000 GW73           | 5 aprilie 2000    | Socorro            | LINEAR          |
| 193088 – | 2000 GV74           | 5 aprilie 2000    | Socorro            | LINEAR          |
| 193089 – | 2000 GE76           | 5 aprilie 2000    | Socorro            | LINEAR          |
| 193090 – | 2000 GF80           | 6 aprilie 2000    | Socorro            | LINEAR          |
| 193091 – | 2000 GP80           | 6 aprilie 2000    | Socorro            | LINEAR          |
| 193092 – | 2000 GN99           | 7 aprilie 2000    | Socorro            | LINEAR          |
| 193093 – | 2000 GJ103          | 7 aprilie 2000    | Socorro            | LINEAR          |
| 193094 – | 2000 GT110          | 2 aprilie 2000    | Anderson Mesa      | LONEOS          |
| 193095 – | 2000 GB112          | 3 aprilie 2000    | Anderson Mesa      | LONEOS          |
| 193096 – | 2000 GD113          | 5 aprilie 2000    | Socorro            | LINEAR          |
| 193097 – | 2000 GE115          | 8 aprilie 2000    | Socorro            | LINEAR          |
| 193098 – | 2000 GM118          | 3 aprilie 2000    | Kitt Peak          | Spacewatch      |
| 193099 – | 2000 GW119          | 5 aprilie 2000    | Kitt Peak          | Spacewatch      |
| 193100 – | 2000 GN121          | 6 aprilie 2000    | Kitt Peak          | Spacewatch      |

## 193101–193200
| Denumire       | Denumire provizorie | Data descoperirii | Locul descoperirii  | Descoperitor(i) |
| -------------- | ------------------- | ----------------- | ------------------- | --------------- |
| 193101 –       | 2000 GQ121          | 6 aprilie 2000    | Kitt Peak           | Spacewatch      |
| 193102 –       | 2000 GT121          | 6 aprilie 2000    | Kitt Peak           | Spacewatch      |
| 193103 –       | 2000 GD123          | 11 aprilie 2000   | Prescott            | P. G. Comba     |
| 193104 –       | 2000 GL128          | 5 aprilie 2000    | Kitt Peak           | Spacewatch      |
| 193105 –       | 2000 GD131          | 7 aprilie 2000    | Kitt Peak           | Spacewatch      |
| 193106 –       | 2000 GT132          | 8 aprilie 2000    | Socorro             | LINEAR          |
| 193107 –       | 2000 GE135          | 8 aprilie 2000    | Socorro             | LINEAR          |
| 193108 –       | 2000 GB138          | 4 aprilie 2000    | Anderson Mesa       | LONEOS          |
| 193109 –       | 2000 GP151          | 5 aprilie 2000    | Socorro             | LINEAR          |
| 193110 –       | 2000 GZ151          | 6 aprilie 2000    | Socorro             | LINEAR          |
| 193111 –       | 2000 GC153          | 6 aprilie 2000    | Anderson Mesa       | LONEOS          |
| 193112 –       | 2000 GU155          | 6 aprilie 2000    | Anderson Mesa       | LONEOS          |
| 193113 –       | 2000 GF159          | 7 aprilie 2000    | Socorro             | LINEAR          |
| 193114 –       | 2000 GE166          | 5 aprilie 2000    | Socorro             | LINEAR          |
| 193115 –       | 2000 GY170          | 5 aprilie 2000    | Anderson Mesa       | LONEOS          |
| 193116 –       | 2000 GG174          | 5 aprilie 2000    | Anderson Mesa       | LONEOS          |
| 193117 –       | 2000 GX174          | 3 aprilie 2000    | Kitt Peak           | Spacewatch      |
| 193118 –       | 2000 HJ             | 24 aprilie 2000   | Kitt Peak           | Spacewatch      |
| 193119 –       | 2000 HT             | 24 aprilie 2000   | Kitt Peak           | Spacewatch      |
| 193120 –       | 2000 HE4            | 26 aprilie 2000   | Kitt Peak           | Spacewatch      |
| 193121 –       | 2000 HG7            | 28 aprilie 2000   | Kitt Peak           | Spacewatch      |
| 193122 –       | 2000 HT9            | 27 aprilie 2000   | Socorro             | LINEAR          |
| 193123 –       | 2000 HC11           | 27 aprilie 2000   | Socorro             | LINEAR          |
| 193124 –       | 2000 HK22           | 29 aprilie 2000   | Socorro             | LINEAR          |
| 193125 –       | 2000 HL25           | 24 aprilie 2000   | Anderson Mesa       | LONEOS          |
| 193126 –       | 2000 HN25           | 24 aprilie 2000   | Anderson Mesa       | LONEOS          |
| 193127 –       | 2000 HQ25           | 24 aprilie 2000   | Anderson Mesa       | LONEOS          |
| 193128 –       | 2000 HU25           | 24 aprilie 2000   | Anderson Mesa       | LONEOS          |
| 193129 –       | 2000 HM28           | 29 aprilie 2000   | Socorro             | LINEAR          |
| 193130 –       | 2000 HQ43           | 29 aprilie 2000   | Kitt Peak           | Spacewatch      |
| 193131 –       | 2000 HZ44           | 26 aprilie 2000   | Anderson Mesa       | LONEOS          |
| 193132 –       | 2000 HY47           | 29 aprilie 2000   | Socorro             | LINEAR          |
| 193133 –       | 2000 HA50           | 29 aprilie 2000   | Socorro             | LINEAR          |
| 193134 –       | 2000 HY56           | 24 aprilie 2000   | Anderson Mesa       | LONEOS          |
| 193135 –       | 2000 HV59           | 25 aprilie 2000   | Anderson Mesa       | LONEOS          |
| 193136 –       | 2000 HB62           | 25 aprilie 2000   | Kitt Peak           | Spacewatch      |
| 193137 –       | 2000 HC62           | 25 aprilie 2000   | Kitt Peak           | Spacewatch      |
| 193138 –       | 2000 HE62           | 25 aprilie 2000   | Kitt Peak           | Spacewatch      |
| 193139 –       | 2000 HR63           | 26 aprilie 2000   | Anderson Mesa       | LONEOS          |
| 193140 –       | 2000 HQ67           | 27 aprilie 2000   | Anderson Mesa       | LONEOS          |
| 193141 –       | 2000 HT68           | 28 aprilie 2000   | Kitt Peak           | Spacewatch      |
| 193142 –       | 2000 HK72           | 26 aprilie 2000   | Anderson Mesa       | LONEOS          |
| 193143 –       | 2000 HV81           | 29 aprilie 2000   | Socorro             | LINEAR          |
| 193144 –       | 2000 HR89           | 29 aprilie 2000   | Socorro             | LINEAR          |
| 193145 –       | 2000 HN90           | 29 aprilie 2000   | Socorro             | LINEAR          |
| 193146 –       | 2000 HV97           | 26 aprilie 2000   | Anderson Mesa       | LONEOS          |
| 193147 –       | 2000 HZ99           | 27 aprilie 2000   | Anderson Mesa       | LONEOS          |
| 193148 –       | 2000 JX3            | 4 mai 2000        | Socorro             | LINEAR          |
| 193149 –       | 2000 JY4            | 3 mai 2000        | Kitt Peak           | Spacewatch      |
| 193150 –       | 2000 JU8            | 7 mai 2000        | Prescott            | P. G. Comba     |
| 193151 –       | 2000 JU21           | 6 mai 2000        | Socorro             | LINEAR          |
| 193152 –       | 2000 JS22           | 7 mai 2000        | Socorro             | LINEAR          |
| 193153 –       | 2000 JU25           | 7 mai 2000        | Socorro             | LINEAR          |
| 193154 –       | 2000 JP43           | 7 mai 2000        | Socorro             | LINEAR          |
| 193155 –       | 2000 JZ44           | 7 mai 2000        | Socorro             | LINEAR          |
| 193156 –       | 2000 JD64           | 10 mai 2000       | Socorro             | LINEAR          |
| 193157 –       | 2000 JT82           | 7 mai 2000        | Socorro             | LINEAR          |
| 193158 Haechan | 2000 KJ4            | 28 mai 2000       | Bohyunsan           | Bohyunsan       |
| 193159 –       | 2000 KL7            | 27 mai 2000       | Socorro             | LINEAR          |
| 193160 –       | 2000 KR8            | 28 mai 2000       | Socorro             | LINEAR          |
| 193161 –       | 2000 KS8            | 28 mai 2000       | Socorro             | LINEAR          |
| 193162 –       | 2000 KU8            | 28 mai 2000       | Socorro             | LINEAR          |
| 193163 –       | 2000 KS9            | 28 mai 2000       | Socorro             | LINEAR          |
| 193164 –       | 2000 KT9            | 28 mai 2000       | Socorro             | LINEAR          |
| 193165 –       | 2000 KZ9            | 28 mai 2000       | Socorro             | LINEAR          |
| 193166 –       | 2000 KM29           | 28 mai 2000       | Socorro             | LINEAR          |
| 193167 –       | 2000 KK41           | 31 mai 2000       | Prescott            | P. G. Comba     |
| 193168 –       | 2000 KU42           | 25 mai 2000       | Kitt Peak           | Spacewatch      |
| 193169 –       | 2000 KN49           | 30 mai 2000       | Kitt Peak           | Spacewatch      |
| 193170 –       | 2000 KT49           | 30 mai 2000       | Kitt Peak           | Spacewatch      |
| 193171 –       | 2000 KT51           | 31 mai 2000       | Kitt Peak           | Spacewatch      |
| 193172 –       | 2000 LN8            | 7 iunie 2000      | Prescott            | P. G. Comba     |
| 193173 –       | 2000 LE9            | 5 iunie 2000      | Socorro             | LINEAR          |
| 193174 –       | 2000 LF22           | 6 iunie 2000      | Kitt Peak           | Spacewatch      |
| 193175 –       | 2000 OV7            | 30 iulie 2000     | Socorro             | LINEAR          |
| 193176 –       | 2000 OV10           | 23 iulie 2000     | Socorro             | LINEAR          |
| 193177 –       | 2000 OX18           | 23 iulie 2000     | Socorro             | LINEAR          |
| 193178 –       | 2000 PK5            | 4 august 2000     | Socorro             | LINEAR          |
| 193179 –       | 2000 PP14           | 1 august 2000     | Socorro             | LINEAR          |
| 193180 –       | 2000 PU25           | 4 august 2000     | Socorro             | LINEAR          |
| 193181 –       | 2000 PK28           | 4 august 2000     | Haleakala           | NEAT            |
| 193182 –       | 2000 QR             | 22 august 2000    | Drebach             | G. Lehmann      |
| 193183 –       | 2000 QE16           | 24 august 2000    | Socorro             | LINEAR          |
| 193184 –       | 2000 QV37           | 24 august 2000    | Socorro             | LINEAR          |
| 193185 –       | 2000 QN42           | 24 august 2000    | Socorro             | LINEAR          |
| 193186 –       | 2000 QY45           | 24 august 2000    | Socorro             | LINEAR          |
| 193187 –       | 2000 QZ51           | 24 august 2000    | Socorro             | LINEAR          |
| 193188 –       | 2000 QQ56           | 26 august 2000    | Socorro             | LINEAR          |
| 193189 –       | 2000 QS56           | 26 august 2000    | Socorro             | LINEAR          |
| 193190 –       | 2000 QY59           | 26 august 2000    | Socorro             | LINEAR          |
| 193191 –       | 2000 QT85           | 25 august 2000    | Socorro             | LINEAR          |
| 193192 –       | 2000 QS93           | 26 august 2000    | Socorro             | LINEAR          |
| 193193 –       | 2000 QD112          | 24 august 2000    | Socorro             | LINEAR          |
| 193194 –       | 2000 QH118          | 25 august 2000    | Socorro             | LINEAR          |
| 193195 –       | 2000 QP124          | 29 august 2000    | Socorro             | LINEAR          |
| 193196 –       | 2000 QS125          | 31 august 2000    | Socorro             | LINEAR          |
| 193197 –       | 2000 QQ129          | 30 august 2000    | Višnjan Observatory | K. Korlević     |
| 193198 –       | 2000 QT137          | 31 august 2000    | Socorro             | LINEAR          |
| 193199 –       | 2000 QL139          | 31 august 2000    | Socorro             | LINEAR          |
| 193200 –       | 2000 QZ146          | 31 august 2000    | Socorro             | LINEAR          |

## 193201–193300
| Denumire | Denumire provizorie | Data descoperirii  | Locul descoperirii | Descoperitor(i)        |
| -------- | ------------------- | ------------------ | ------------------ | ---------------------- |
| 193201 – | 2000 QR147          | 31 august 2000     | Socorro            | LINEAR                 |
| 193202 – | 2000 QE155          | 31 august 2000     | Socorro            | LINEAR                 |
| 193203 – | 2000 QF159          | 31 august 2000     | Socorro            | LINEAR                 |
| 193204 – | 2000 QE172          | 31 august 2000     | Socorro            | LINEAR                 |
| 193205 – | 2000 QC192          | 26 august 2000     | Socorro            | LINEAR                 |
| 193206 – | 2000 QL194          | 31 august 2000     | Socorro            | LINEAR                 |
| 193207 – | 2000 QU197          | 29 august 2000     | Socorro            | LINEAR                 |
| 193208 – | 2000 QJ204          | 29 august 2000     | Socorro            | LINEAR                 |
| 193209 – | 2000 QC206          | 31 august 2000     | Socorro            | LINEAR                 |
| 193210 – | 2000 QZ208          | 31 august 2000     | Socorro            | LINEAR                 |
| 193211 – | 2000 QC212          | 31 august 2000     | Socorro            | LINEAR                 |
| 193212 – | 2000 QE224          | 26 august 2000     | Socorro            | LINEAR                 |
| 193213 – | 2000 QZ226          | 31 august 2000     | Socorro            | LINEAR                 |
| 193214 – | 2000 QB230          | 31 august 2000     | Socorro            | LINEAR                 |
| 193215 – | 2000 QG232          | 31 august 2000     | Bergisch Gladbach  | W. Bickel              |
| 193216 – | 2000 RC             | 1 septembrie 2000  | Socorro            | LINEAR                 |
| 193217 – | 2000 RM8            | 1 septembrie 2000  | Socorro            | LINEAR                 |
| 193218 – | 2000 RP25           | 1 septembrie 2000  | Socorro            | LINEAR                 |
| 193219 – | 2000 RG29           | 1 septembrie 2000  | Socorro            | LINEAR                 |
| 193220 – | 2000 RP30           | 1 septembrie 2000  | Socorro            | LINEAR                 |
| 193221 – | 2000 RZ34           | 1 septembrie 2000  | Socorro            | LINEAR                 |
| 193222 – | 2000 RS36           | 2 septembrie 2000  | Socorro            | LINEAR                 |
| 193223 – | 2000 RJ44           | 3 septembrie 2000  | Socorro            | LINEAR                 |
| 193224 – | 2000 RK45           | 3 septembrie 2000  | Socorro            | LINEAR                 |
| 193225 – | 2000 RG47           | 3 septembrie 2000  | Socorro            | LINEAR                 |
| 193226 – | 2000 RM49           | 5 septembrie 2000  | Socorro            | LINEAR                 |
| 193227 – | 2000 RP53           | 7 septembrie 2000  | Kitt Peak          | Spacewatch             |
| 193228 – | 2000 RZ57           | 7 septembrie 2000  | Kitt Peak          | Spacewatch             |
| 193229 – | 2000 RF80           | 1 septembrie 2000  | Socorro            | LINEAR                 |
| 193230 – | 2000 RO82           | 1 septembrie 2000  | Socorro            | LINEAR                 |
| 193231 – | 2000 RU83           | 1 septembrie 2000  | Socorro            | LINEAR                 |
| 193232 – | 2000 RB91           | 3 septembrie 2000  | Socorro            | LINEAR                 |
| 193233 – | 2000 RE103          | 5 septembrie 2000  | Anderson Mesa      | LONEOS                 |
| 193234 – | 2000 SY             | 17 septembrie 2000 | Socorro            | LINEAR                 |
| 193235 – | 2000 SE2            | 20 septembrie 2000 | Socorro            | LINEAR                 |
| 193236 – | 2000 SY7            | 22 septembrie 2000 | Kitt Peak          | Spacewatch             |
| 193237 – | 2000 SB9            | 23 septembrie 2000 | Socorro            | LINEAR                 |
| 193238 – | 2000 ST21           | 24 septembrie 2000 | Socorro            | LINEAR                 |
| 193239 – | 2000 SB22           | 24 septembrie 2000 | Socorro            | LINEAR                 |
| 193240 – | 2000 SC24           | 24 septembrie 2000 | Socorro            | LINEAR                 |
| 193241 – | 2000 ST33           | 24 septembrie 2000 | Socorro            | LINEAR                 |
| 193242 – | 2000 SC35           | 24 septembrie 2000 | Socorro            | LINEAR                 |
| 193243 – | 2000 SS42           | 28 septembrie 2000 | Socorro            | LINEAR                 |
| 193244 – | 2000 SP45           | 22 septembrie 2000 | Socorro            | LINEAR                 |
| 193245 – | 2000 SZ51           | 23 septembrie 2000 | Socorro            | LINEAR                 |
| 193246 – | 2000 SS59           | 24 septembrie 2000 | Socorro            | LINEAR                 |
| 193247 – | 2000 SC62           | 24 septembrie 2000 | Socorro            | LINEAR                 |
| 193248 – | 2000 SA75           | 24 septembrie 2000 | Socorro            | LINEAR                 |
| 193249 – | 2000 SJ75           | 24 septembrie 2000 | Socorro            | LINEAR                 |
| 193250 – | 2000 SV76           | 24 septembrie 2000 | Socorro            | LINEAR                 |
| 193251 – | 2000 SF77           | 24 septembrie 2000 | Socorro            | LINEAR                 |
| 193252 – | 2000 SZ77           | 24 septembrie 2000 | Socorro            | LINEAR                 |
| 193253 – | 2000 SW78           | 24 septembrie 2000 | Socorro            | LINEAR                 |
| 193254 – | 2000 SV79           | 24 septembrie 2000 | Socorro            | LINEAR                 |
| 193255 – | 2000 SR85           | 24 septembrie 2000 | Socorro            | LINEAR                 |
| 193256 – | 2000 SG104          | 24 septembrie 2000 | Socorro            | LINEAR                 |
| 193257 – | 2000 SK106          | 24 septembrie 2000 | Socorro            | LINEAR                 |
| 193258 – | 2000 SC120          | 24 septembrie 2000 | Socorro            | LINEAR                 |
| 193259 – | 2000 SP120          | 24 septembrie 2000 | Socorro            | LINEAR                 |
| 193260 – | 2000 SK123          | 24 septembrie 2000 | Socorro            | LINEAR                 |
| 193261 – | 2000 SZ150          | 24 septembrie 2000 | Socorro            | LINEAR                 |
| 193262 – | 2000 ST151          | 24 septembrie 2000 | Socorro            | LINEAR                 |
| 193263 – | 2000 SJ155          | 24 septembrie 2000 | Socorro            | LINEAR                 |
| 193264 – | 2000 SQ155          | 24 septembrie 2000 | Socorro            | LINEAR                 |
| 193265 – | 2000 SH159          | 27 septembrie 2000 | Kitt Peak          | Spacewatch             |
| 193266 – | 2000 SN163          | 30 septembrie 2000 | Ondřejov           | P. Kušnirák, P. Pravec |
| 193267 – | 2000 SY171          | 27 septembrie 2000 | Socorro            | LINEAR                 |
| 193268 – | 2000 SQ174          | 28 septembrie 2000 | Socorro            | LINEAR                 |
| 193269 – | 2000 SK180          | 28 septembrie 2000 | Socorro            | LINEAR                 |
| 193270 – | 2000 SL183          | 20 septembrie 2000 | Haleakala          | NEAT                   |
| 193271 – | 2000 SC184          | 20 septembrie 2000 | Kitt Peak          | Spacewatch             |
| 193272 – | 2000 SM188          | 21 septembrie 2000 | Haleakala          | NEAT                   |
| 193273 – | 2000 ST190          | 23 septembrie 2000 | Kitt Peak          | Spacewatch             |
| 193274 – | 2000 SV192          | 24 septembrie 2000 | Socorro            | LINEAR                 |
| 193275 – | 2000 SR204          | 24 septembrie 2000 | Socorro            | LINEAR                 |
| 193276 – | 2000 SY204          | 24 septembrie 2000 | Socorro            | LINEAR                 |
| 193277 – | 2000 SZ209          | 25 septembrie 2000 | Socorro            | LINEAR                 |
| 193278 – | 2000 SL212          | 25 septembrie 2000 | Socorro            | LINEAR                 |
| 193279 – | 2000 SV212          | 25 septembrie 2000 | Socorro            | LINEAR                 |
| 193280 – | 2000 SH213          | 25 septembrie 2000 | Socorro            | LINEAR                 |
| 193281 – | 2000 SD214          | 26 septembrie 2000 | Socorro            | LINEAR                 |
| 193282 – | 2000 SU215          | 26 septembrie 2000 | Socorro            | LINEAR                 |
| 193283 – | 2000 SP220          | 26 septembrie 2000 | Socorro            | LINEAR                 |
| 193284 – | 2000 SU226          | 27 septembrie 2000 | Socorro            | LINEAR                 |
| 193285 – | 2000 SC227          | 27 septembrie 2000 | Socorro            | LINEAR                 |
| 193286 – | 2000 SX231          | 24 septembrie 2000 | Socorro            | LINEAR                 |
| 193287 – | 2000 SY231          | 24 septembrie 2000 | Socorro            | LINEAR                 |
| 193288 – | 2000 SD232          | 26 septembrie 2000 | Socorro            | LINEAR                 |
| 193289 – | 2000 SL232          | 27 septembrie 2000 | Socorro            | LINEAR                 |
| 193290 – | 2000 SO232          | 28 septembrie 2000 | Socorro            | LINEAR                 |
| 193291 – | 2000 SU236          | 24 septembrie 2000 | Socorro            | LINEAR                 |
| 193292 – | 2000 SL238          | 26 septembrie 2000 | Socorro            | LINEAR                 |
| 193293 – | 2000 SO239          | 27 septembrie 2000 | Socorro            | LINEAR                 |
| 193294 – | 2000 SO240          | 26 septembrie 2000 | Socorro            | LINEAR                 |
| 193295 – | 2000 SK242          | 24 septembrie 2000 | Socorro            | LINEAR                 |
| 193296 – | 2000 SR245          | 24 septembrie 2000 | Socorro            | LINEAR                 |
| 193297 – | 2000 SF249          | 24 septembrie 2000 | Socorro            | LINEAR                 |
| 193298 – | 2000 SG264          | 26 septembrie 2000 | Socorro            | LINEAR                 |
| 193299 – | 2000 SB273          | 28 septembrie 2000 | Socorro            | LINEAR                 |
| 193300 – | 2000 SO275          | 28 septembrie 2000 | Socorro            | LINEAR                 |

## 193301–193400
| Denumire | Denumire provizorie | Data descoperirii  | Locul descoperirii | Descoperitor(i) |
| -------- | ------------------- | ------------------ | ------------------ | --------------- |
| 193301 – | 2000 SN276          | 30 septembrie 2000 | Socorro            | LINEAR          |
| 193302 – | 2000 SU277          | 30 septembrie 2000 | Socorro            | LINEAR          |
| 193303 – | 2000 SF278          | 30 septembrie 2000 | Socorro            | LINEAR          |
| 193304 – | 2000 SQ279          | 25 septembrie 2000 | Socorro            | LINEAR          |
| 193305 – | 2000 SS281          | 23 septembrie 2000 | Socorro            | LINEAR          |
| 193306 – | 2000 SD285          | 23 septembrie 2000 | Socorro            | LINEAR          |
| 193307 – | 2000 SZ294          | 27 septembrie 2000 | Socorro            | LINEAR          |
| 193308 – | 2000 SG300          | 28 septembrie 2000 | Socorro            | LINEAR          |
| 193309 – | 2000 SP303          | 28 septembrie 2000 | Socorro            | LINEAR          |
| 193310 – | 2000 SR303          | 28 septembrie 2000 | Socorro            | LINEAR          |
| 193311 – | 2000 SY304          | 30 septembrie 2000 | Socorro            | LINEAR          |
| 193312 – | 2000 SK305          | 30 septembrie 2000 | Socorro            | LINEAR          |
| 193313 – | 2000 SR308          | 30 septembrie 2000 | Socorro            | LINEAR          |
| 193314 – | 2000 SK309          | 30 septembrie 2000 | Socorro            | LINEAR          |
| 193315 – | 2000 SQ317          | 30 septembrie 2000 | Socorro            | LINEAR          |
| 193316 – | 2000 SW317          | 30 septembrie 2000 | Socorro            | LINEAR          |
| 193317 – | 2000 SS322          | 28 septembrie 2000 | Socorro            | LINEAR          |
| 193318 – | 2000 SV322          | 28 septembrie 2000 | Socorro            | LINEAR          |
| 193319 – | 2000 SA325          | 28 septembrie 2000 | Kitt Peak          | Spacewatch      |
| 193320 – | 2000 SE328          | 30 septembrie 2000 | Socorro            | LINEAR          |
| 193321 – | 2000 SN334          | 26 septembrie 2000 | Kitt Peak          | Spacewatch      |
| 193322 – | 2000 SM366          | 23 septembrie 2000 | Anderson Mesa      | LONEOS          |
| 193323 – | 2000 SS367          | 23 septembrie 2000 | Socorro            | LINEAR          |
| 193324 – | 2000 ST376          | 25 septembrie 2000 | Anderson Mesa      | LONEOS          |
| 193325 – | 2000 TE3            | 1 octombrie 2000   | Socorro            | LINEAR          |
| 193326 – | 2000 TA10           | 1 octombrie 2000   | Socorro            | LINEAR          |
| 193327 – | 2000 TO11           | 1 octombrie 2000   | Socorro            | LINEAR          |
| 193328 – | 2000 TW14           | 1 octombrie 2000   | Socorro            | LINEAR          |
| 193329 – | 2000 TZ21           | 2 octombrie 2000   | Socorro            | LINEAR          |
| 193330 – | 2000 TM26           | 2 octombrie 2000   | Socorro            | LINEAR          |
| 193331 – | 2000 TN29           | 3 octombrie 2000   | Socorro            | LINEAR          |
| 193332 – | 2000 TP35           | 6 octombrie 2000   | Anderson Mesa      | LONEOS          |
| 193333 – | 2000 TS36           | 6 octombrie 2000   | Anderson Mesa      | LONEOS          |
| 193334 – | 2000 TL49           | 1 octombrie 2000   | Anderson Mesa      | LONEOS          |
| 193335 – | 2000 TB65           | 1 octombrie 2000   | Socorro            | LINEAR          |
| 193336 – | 2000 TB67           | 2 octombrie 2000   | Socorro            | LINEAR          |
| 193337 – | 2000 TZ67           | 3 octombrie 2000   | Socorro            | LINEAR          |
| 193338 – | 2000 UR4            | 24 octombrie 2000  | Socorro            | LINEAR          |
| 193339 – | 2000 UO5            | 24 octombrie 2000  | Socorro            | LINEAR          |
| 193340 – | 2000 UU5            | 19 octombrie 2000  | Kitt Peak          | Spacewatch      |
| 193341 – | 2000 UE7            | 24 octombrie 2000  | Socorro            | LINEAR          |
| 193342 – | 2000 UG7            | 24 octombrie 2000  | Socorro            | LINEAR          |
| 193343 – | 2000 UZ11           | 18 octombrie 2000  | Socorro            | LINEAR          |
| 193344 – | 2000 UX14           | 25 octombrie 2000  | Socorro            | LINEAR          |
| 193345 – | 2000 UC17           | 24 octombrie 2000  | Socorro            | LINEAR          |
| 193346 – | 2000 UD18           | 24 octombrie 2000  | Socorro            | LINEAR          |
| 193347 – | 2000 UL19           | 24 octombrie 2000  | Socorro            | LINEAR          |
| 193348 – | 2000 US21           | 24 octombrie 2000  | Socorro            | LINEAR          |
| 193349 – | 2000 UU22           | 24 octombrie 2000  | Socorro            | LINEAR          |
| 193350 – | 2000 US24           | 24 octombrie 2000  | Socorro            | LINEAR          |
| 193351 – | 2000 UF29           | 31 octombrie 2000  | Socorro            | LINEAR          |
| 193352 – | 2000 UL30           | 31 octombrie 2000  | Socorro            | LINEAR          |
| 193353 – | 2000 UU32           | 29 octombrie 2000  | Kitt Peak          | Spacewatch      |
| 193354 – | 2000 UX34           | 24 octombrie 2000  | Socorro            | LINEAR          |
| 193355 – | 2000 UO42           | 24 octombrie 2000  | Socorro            | LINEAR          |
| 193356 – | 2000 UB43           | 24 octombrie 2000  | Socorro            | LINEAR          |
| 193357 – | 2000 UM45           | 24 octombrie 2000  | Socorro            | LINEAR          |
| 193358 – | 2000 UN46           | 24 octombrie 2000  | Socorro            | LINEAR          |
| 193359 – | 2000 UQ49           | 24 octombrie 2000  | Socorro            | LINEAR          |
| 193360 – | 2000 UB50           | 24 octombrie 2000  | Socorro            | LINEAR          |
| 193361 – | 2000 UC52           | 24 octombrie 2000  | Socorro            | LINEAR          |
| 193362 – | 2000 UT59           | 25 octombrie 2000  | Socorro            | LINEAR          |
| 193363 – | 2000 UL62           | 25 octombrie 2000  | Socorro            | LINEAR          |
| 193364 – | 2000 UC63           | 25 octombrie 2000  | Socorro            | LINEAR          |
| 193365 – | 2000 UV65           | 25 octombrie 2000  | Socorro            | LINEAR          |
| 193366 – | 2000 UJ67           | 25 octombrie 2000  | Socorro            | LINEAR          |
| 193367 – | 2000 UC71           | 25 octombrie 2000  | Socorro            | LINEAR          |
| 193368 – | 2000 UL71           | 25 octombrie 2000  | Socorro            | LINEAR          |
| 193369 – | 2000 UH73           | 25 octombrie 2000  | Socorro            | LINEAR          |
| 193370 – | 2000 UH83           | 30 octombrie 2000  | Socorro            | LINEAR          |
| 193371 – | 2000 UM88           | 31 octombrie 2000  | Socorro            | LINEAR          |
| 193372 – | 2000 UV98           | 25 octombrie 2000  | Socorro            | LINEAR          |
| 193373 – | 2000 UF105          | 29 octombrie 2000  | Socorro            | LINEAR          |
| 193374 – | 2000 UT107          | 30 octombrie 2000  | Socorro            | LINEAR          |
| 193375 – | 2000 UB108          | 30 octombrie 2000  | Socorro            | LINEAR          |
| 193376 – | 2000 UP109          | 31 octombrie 2000  | Socorro            | LINEAR          |
| 193377 – | 2000 VD1            | 1 noiembrie 2000   | Kitt Peak          | Spacewatch      |
| 193378 – | 2000 VY16           | 1 noiembrie 2000   | Socorro            | LINEAR          |
| 193379 – | 2000 VP19           | 1 noiembrie 2000   | Socorro            | LINEAR          |
| 193380 – | 2000 VY23           | 1 noiembrie 2000   | Socorro            | LINEAR          |
| 193381 – | 2000 VK24           | 1 noiembrie 2000   | Socorro            | LINEAR          |
| 193382 – | 2000 VO24           | 1 noiembrie 2000   | Socorro            | LINEAR          |
| 193383 – | 2000 VT27           | 1 noiembrie 2000   | Socorro            | LINEAR          |
| 193384 – | 2000 VW28           | 1 noiembrie 2000   | Socorro            | LINEAR          |
| 193385 – | 2000 VC30           | 1 noiembrie 2000   | Socorro            | LINEAR          |
| 193386 – | 2000 VV30           | 1 noiembrie 2000   | Socorro            | LINEAR          |
| 193387 – | 2000 VD35           | 1 noiembrie 2000   | Socorro            | LINEAR          |
| 193388 – | 2000 VM35           | 1 noiembrie 2000   | Socorro            | LINEAR          |
| 193389 – | 2000 VV44           | 2 noiembrie 2000   | Socorro            | LINEAR          |
| 193390 – | 2000 VX44           | 3 noiembrie 2000   | Socorro            | LINEAR          |
| 193391 – | 2000 VQ45           | 2 noiembrie 2000   | Socorro            | LINEAR          |
| 193392 – | 2000 VA54           | 3 noiembrie 2000   | Socorro            | LINEAR          |
| 193393 – | 2000 VX61           | 9 noiembrie 2000   | Socorro            | LINEAR          |
| 193394 – | 2000 WX1            | 17 noiembrie 2000  | Kitt Peak          | Spacewatch      |
| 193395 – | 2000 WU6            | 19 noiembrie 2000  | Socorro            | LINEAR          |
| 193396 – | 2000 WH8            | 20 noiembrie 2000  | Socorro            | LINEAR          |
| 193397 – | 2000 WQ9            | 22 noiembrie 2000  | Bohyunsan          | Bohyunsan       |
| 193398 – | 2000 WY13           | 20 noiembrie 2000  | Socorro            | LINEAR          |
| 193399 – | 2000 WG15           | 20 noiembrie 2000  | Socorro            | LINEAR          |
| 193400 – | 2000 WC18           | 21 noiembrie 2000  | Socorro            | LINEAR          |

## 193401–193500
| Denumire | Denumire provizorie | Data descoperirii | Locul descoperirii  | Descoperitor(i)       |
| -------- | ------------------- | ----------------- | ------------------- | --------------------- |
| 193401 – | 2000 WA20           | 23 noiembrie 2000 | Kitt Peak           | Spacewatch            |
| 193402 – | 2000 WK25           | 21 noiembrie 2000 | Socorro             | LINEAR                |
| 193403 – | 2000 WK29           | 21 noiembrie 2000 | Socorro             | LINEAR                |
| 193404 – | 2000 WS29           | 25 noiembrie 2000 | Socorro             | LINEAR                |
| 193405 – | 2000 WW30           | 20 noiembrie 2000 | Socorro             | LINEAR                |
| 193406 – | 2000 WL36           | 20 noiembrie 2000 | Socorro             | LINEAR                |
| 193407 – | 2000 WT37           | 20 noiembrie 2000 | Socorro             | LINEAR                |
| 193408 – | 2000 WB38           | 20 noiembrie 2000 | Socorro             | LINEAR                |
| 193409 – | 2000 WF38           | 20 noiembrie 2000 | Socorro             | LINEAR                |
| 193410 – | 2000 WS50           | 26 noiembrie 2000 | Socorro             | LINEAR                |
| 193411 – | 2000 WR53           | 27 noiembrie 2000 | Kitt Peak           | Spacewatch            |
| 193412 – | 2000 WV59           | 21 noiembrie 2000 | Socorro             | LINEAR                |
| 193413 – | 2000 WH61           | 21 noiembrie 2000 | Socorro             | LINEAR                |
| 193414 – | 2000 WQ65           | 28 noiembrie 2000 | Kitt Peak           | Spacewatch            |
| 193415 – | 2000 WB67           | 26 noiembrie 2000 | Socorro             | LINEAR                |
| 193416 – | 2000 WZ67           | 29 noiembrie 2000 | Kitt Peak           | Kitt Peak             |
| 193417 – | 2000 WJ69           | 19 noiembrie 2000 | Socorro             | LINEAR                |
| 193418 – | 2000 WY69           | 19 noiembrie 2000 | Socorro             | LINEAR                |
| 193419 – | 2000 WG85           | 20 noiembrie 2000 | Socorro             | LINEAR                |
| 193420 – | 2000 WX87           | 20 noiembrie 2000 | Socorro             | LINEAR                |
| 193421 – | 2000 WD88           | 20 noiembrie 2000 | Socorro             | LINEAR                |
| 193422 – | 2000 WT88           | 20 noiembrie 2000 | Socorro             | LINEAR                |
| 193423 – | 2000 WS92           | 21 noiembrie 2000 | Socorro             | LINEAR                |
| 193424 – | 2000 WZ92           | 21 noiembrie 2000 | Socorro             | LINEAR                |
| 193425 – | 2000 WA93           | 21 noiembrie 2000 | Socorro             | LINEAR                |
| 193426 – | 2000 WL93           | 21 noiembrie 2000 | Socorro             | LINEAR                |
| 193427 – | 2000 WB97           | 21 noiembrie 2000 | Socorro             | LINEAR                |
| 193428 – | 2000 WE101          | 21 noiembrie 2000 | Socorro             | LINEAR                |
| 193429 – | 2000 WJ102          | 26 noiembrie 2000 | Socorro             | LINEAR                |
| 193430 – | 2000 WP108          | 20 noiembrie 2000 | Socorro             | LINEAR                |
| 193431 – | 2000 WX108          | 20 noiembrie 2000 | Socorro             | LINEAR                |
| 193432 – | 2000 WA111          | 20 noiembrie 2000 | Socorro             | LINEAR                |
| 193433 – | 2000 WE113          | 20 noiembrie 2000 | Socorro             | LINEAR                |
| 193434 – | 2000 WZ115          | 20 noiembrie 2000 | Socorro             | LINEAR                |
| 193435 – | 2000 WO116          | 20 noiembrie 2000 | Socorro             | LINEAR                |
| 193436 – | 2000 WB117          | 20 noiembrie 2000 | Socorro             | LINEAR                |
| 193437 – | 2000 WK120          | 20 noiembrie 2000 | Socorro             | LINEAR                |
| 193438 – | 2000 WF123          | 29 noiembrie 2000 | Socorro             | LINEAR                |
| 193439 – | 2000 WS124          | 29 noiembrie 2000 | Socorro             | LINEAR                |
| 193440 – | 2000 WR126          | 16 noiembrie 2000 | Kitt Peak           | Spacewatch            |
| 193441 – | 2000 WO127          | 17 noiembrie 2000 | Kitt Peak           | Spacewatch            |
| 193442 – | 2000 WC129          | 19 noiembrie 2000 | Kitt Peak           | Spacewatch            |
| 193443 – | 2000 WC131          | 20 noiembrie 2000 | Anderson Mesa       | LONEOS                |
| 193444 – | 2000 WL135          | 19 noiembrie 2000 | Socorro             | LINEAR                |
| 193445 – | 2000 WJ136          | 20 noiembrie 2000 | Socorro             | LINEAR                |
| 193446 – | 2000 WR139          | 21 noiembrie 2000 | Socorro             | LINEAR                |
| 193447 – | 2000 WS140          | 21 noiembrie 2000 | Socorro             | LINEAR                |
| 193448 – | 2000 WG143          | 20 noiembrie 2000 | Anderson Mesa       | LONEOS                |
| 193449 – | 2000 WW146          | 28 noiembrie 2000 | Haleakala           | NEAT                  |
| 193450 – | 2000 WQ151          | 29 noiembrie 2000 | Višnjan Observatory | K. Korlević           |
| 193451 – | 2000 WB158          | 30 noiembrie 2000 | Socorro             | LINEAR                |
| 193452 – | 2000 WO168          | 25 noiembrie 2000 | Anderson Mesa       | LONEOS                |
| 193453 – | 2000 WV169          | 24 noiembrie 2000 | Anderson Mesa       | LONEOS                |
| 193454 – | 2000 WX174          | 26 noiembrie 2000 | Socorro             | LINEAR                |
| 193455 – | 2000 WH181          | 30 noiembrie 2000 | Anderson Mesa       | LONEOS                |
| 193456 – | 2000 XZ1            | 1 decembrie 2000  | Socorro             | LINEAR                |
| 193457 – | 2000 XJ2            | 1 decembrie 2000  | Bohyunsan           | Bohyunsan             |
| 193458 – | 2000 XQ4            | 1 decembrie 2000  | Socorro             | LINEAR                |
| 193459 – | 2000 XK5            | 1 decembrie 2000  | Socorro             | LINEAR                |
| 193460 – | 2000 XE6            | 1 decembrie 2000  | Socorro             | LINEAR                |
| 193461 – | 2000 XZ6            | 1 decembrie 2000  | Socorro             | LINEAR                |
| 193462 – | 2000 XE7            | 1 decembrie 2000  | Socorro             | LINEAR                |
| 193463 – | 2000 XF10           | 1 decembrie 2000  | Socorro             | LINEAR                |
| 193464 – | 2000 XH12           | 4 decembrie 2000  | Socorro             | LINEAR                |
| 193465 – | 2000 XJ13           | 4 decembrie 2000  | Socorro             | LINEAR                |
| 193466 – | 2000 XA16           | 1 decembrie 2000  | Socorro             | LINEAR                |
| 193467 – | 2000 XK17           | 1 decembrie 2000  | Socorro             | LINEAR                |
| 193468 – | 2000 XL17           | 1 decembrie 2000  | Socorro             | LINEAR                |
| 193469 – | 2000 XL18           | 4 decembrie 2000  | Socorro             | LINEAR                |
| 193470 – | 2000 XU19           | 4 decembrie 2000  | Socorro             | LINEAR                |
| 193471 – | 2000 XR20           | 4 decembrie 2000  | Socorro             | LINEAR                |
| 193472 – | 2000 XH22           | 4 decembrie 2000  | Socorro             | LINEAR                |
| 193473 – | 2000 XV24           | 4 decembrie 2000  | Socorro             | LINEAR                |
| 193474 – | 2000 XH25           | 4 decembrie 2000  | Socorro             | LINEAR                |
| 193475 – | 2000 XO27           | 4 decembrie 2000  | Socorro             | LINEAR                |
| 193476 – | 2000 XR31           | 4 decembrie 2000  | Socorro             | LINEAR                |
| 193477 – | 2000 XO36           | 5 decembrie 2000  | Socorro             | LINEAR                |
| 193478 – | 2000 XN37           | 5 decembrie 2000  | Socorro             | LINEAR                |
| 193479 – | 2000 XG41           | 5 decembrie 2000  | Socorro             | LINEAR                |
| 193480 – | 2000 XL41           | 5 decembrie 2000  | Socorro             | LINEAR                |
| 193481 – | 2000 XU42           | 5 decembrie 2000  | Socorro             | LINEAR                |
| 193482 – | 2000 XQ43           | 5 decembrie 2000  | Socorro             | LINEAR                |
| 193483 – | 2000 XN46           | 7 decembrie 2000  | Socorro             | LINEAR                |
| 193484 – | 2000 XY52           | 6 decembrie 2000  | Socorro             | LINEAR                |
| 193485 – | 2000 XD53           | 6 decembrie 2000  | Socorro             | LINEAR                |
| 193486 – | 2000 XF53           | 6 decembrie 2000  | Socorro             | LINEAR                |
| 193487 – | 2000 XL53           | 14 decembrie 2000 | Bohyunsan           | Y.-B. Jeon, B.-C. Lee |
| 193488 – | 2000 YQ             | 16 decembrie 2000 | Socorro             | LINEAR                |
| 193489 – | 2000 YT1            | 17 decembrie 2000 | Socorro             | LINEAR                |
| 193490 – | 2000 YW5            | 19 decembrie 2000 | Socorro             | LINEAR                |
| 193491 – | 2000 YE6            | 20 decembrie 2000 | Socorro             | LINEAR                |
| 193492 – | 2000 YH6            | 20 decembrie 2000 | Socorro             | LINEAR                |
| 193493 – | 2000 YZ7            | 21 decembrie 2000 | Heppenheim          | Starkenburg           |
| 193494 – | 2000 YX9            | 20 decembrie 2000 | Socorro             | LINEAR                |
| 193495 – | 2000 YK10           | 21 decembrie 2000 | Socorro             | LINEAR                |
| 193496 – | 2000 YA16           | 22 decembrie 2000 | Anderson Mesa       | LONEOS                |
| 193497 – | 2000 YR16           | 20 decembrie 2000 | Socorro             | LINEAR                |
| 193498 – | 2000 YS17           | 25 decembrie 2000 | Ondřejov            | P. Kušnirák           |
| 193499 – | 2000 YL20           | 27 decembrie 2000 | Kitt Peak           | Spacewatch            |
| 193500 – | 2000 YX22           | 28 decembrie 2000 | Kitt Peak           | Spacewatch            |

## 193501–193600
| Denumire | Denumire provizorie | Data descoperirii | Locul descoperirii | Descoperitor(i) |
| -------- | ------------------- | ----------------- | ------------------ | --------------- |
| 193501 – | 2000 YL23           | 28 decembrie 2000 | Kitt Peak          | Spacewatch      |
| 193502 – | 2000 YR24           | 28 decembrie 2000 | Kitt Peak          | Spacewatch      |
| 193503 – | 2000 YC27           | 26 decembrie 2000 | Haleakala          | NEAT            |
| 193504 – | 2000 YH36           | 30 decembrie 2000 | Socorro            | LINEAR          |
| 193505 – | 2000 YP36           | 30 decembrie 2000 | Socorro            | LINEAR          |
| 193506 – | 2000 YY38           | 30 decembrie 2000 | Socorro            | LINEAR          |
| 193507 – | 2000 YF40           | 30 decembrie 2000 | Socorro            | LINEAR          |
| 193508 – | 2000 YG46           | 30 decembrie 2000 | Socorro            | LINEAR          |
| 193509 – | 2000 YV46           | 30 decembrie 2000 | Socorro            | LINEAR          |
| 193510 – | 2000 YL50           | 30 decembrie 2000 | Socorro            | LINEAR          |
| 193511 – | 2000 YS50           | 30 decembrie 2000 | Socorro            | LINEAR          |
| 193512 – | 2000 YG52           | 30 decembrie 2000 | Socorro            | LINEAR          |
| 193513 – | 2000 YG53           | 30 decembrie 2000 | Socorro            | LINEAR          |
| 193514 – | 2000 YA55           | 30 decembrie 2000 | Socorro            | LINEAR          |
| 193515 – | 2000 YU55           | 30 decembrie 2000 | Socorro            | LINEAR          |
| 193516 – | 2000 YL57           | 30 decembrie 2000 | Socorro            | LINEAR          |
| 193517 – | 2000 YR57           | 30 decembrie 2000 | Socorro            | LINEAR          |
| 193518 – | 2000 YA59           | 30 decembrie 2000 | Socorro            | LINEAR          |
| 193519 – | 2000 YP60           | 30 decembrie 2000 | Socorro            | LINEAR          |
| 193520 – | 2000 YS60           | 30 decembrie 2000 | Socorro            | LINEAR          |
| 193521 – | 2000 YG63           | 30 decembrie 2000 | Socorro            | LINEAR          |
| 193522 – | 2000 YL66           | 30 decembrie 2000 | Haleakala          | NEAT            |
| 193523 – | 2000 YE73           | 30 decembrie 2000 | Socorro            | LINEAR          |
| 193524 – | 2000 YZ74           | 30 decembrie 2000 | Socorro            | LINEAR          |
| 193525 – | 2000 YL80           | 30 decembrie 2000 | Socorro            | LINEAR          |
| 193526 – | 2000 YB83           | 30 decembrie 2000 | Socorro            | LINEAR          |
| 193527 – | 2000 YU83           | 30 decembrie 2000 | Socorro            | LINEAR          |
| 193528 – | 2000 YB86           | 30 decembrie 2000 | Socorro            | LINEAR          |
| 193529 – | 2000 YV86           | 30 decembrie 2000 | Socorro            | LINEAR          |
| 193530 – | 2000 YM91           | 30 decembrie 2000 | Socorro            | LINEAR          |
| 193531 – | 2000 YZ91           | 30 decembrie 2000 | Socorro            | LINEAR          |
| 193532 – | 2000 YC96           | 30 decembrie 2000 | Socorro            | LINEAR          |
| 193533 – | 2000 YD97           | 30 decembrie 2000 | Socorro            | LINEAR          |
| 193534 – | 2000 YQ109          | 30 decembrie 2000 | Socorro            | LINEAR          |
| 193535 – | 2000 YS109          | 30 decembrie 2000 | Socorro            | LINEAR          |
| 193536 – | 2000 YT109          | 30 decembrie 2000 | Socorro            | LINEAR          |
| 193537 – | 2000 YU112          | 30 decembrie 2000 | Socorro            | LINEAR          |
| 193538 – | 2000 YX112          | 30 decembrie 2000 | Socorro            | LINEAR          |
| 193539 – | 2000 YJ113          | 30 decembrie 2000 | Socorro            | LINEAR          |
| 193540 – | 2000 YN113          | 30 decembrie 2000 | Socorro            | LINEAR          |
| 193541 – | 2000 YO113          | 30 decembrie 2000 | Socorro            | LINEAR          |
| 193542 – | 2000 YC114          | 30 decembrie 2000 | Socorro            | LINEAR          |
| 193543 – | 2000 YT115          | 30 decembrie 2000 | Socorro            | LINEAR          |
| 193544 – | 2000 YL117          | 30 decembrie 2000 | Socorro            | LINEAR          |
| 193545 – | 2000 YN117          | 30 decembrie 2000 | Socorro            | LINEAR          |
| 193546 – | 2000 YJ120          | 19 decembrie 2000 | Socorro            | LINEAR          |
| 193547 – | 2000 YY120          | 20 decembrie 2000 | Socorro            | LINEAR          |
| 193548 – | 2000 YD121          | 21 decembrie 2000 | Socorro            | LINEAR          |
| 193549 – | 2000 YE122          | 28 decembrie 2000 | Kitt Peak          | Spacewatch      |
| 193550 – | 2000 YM125          | 29 decembrie 2000 | Anderson Mesa      | LONEOS          |
| 193551 – | 2000 YX125          | 29 decembrie 2000 | Anderson Mesa      | LONEOS          |
| 193552 – | 2000 YR126          | 29 decembrie 2000 | Anderson Mesa      | LONEOS          |
| 193553 – | 2000 YF132          | 30 decembrie 2000 | Socorro            | LINEAR          |
| 193554 – | 2000 YH133          | 31 decembrie 2000 | Anderson Mesa      | LONEOS          |
| 193555 – | 2000 YL136          | 23 decembrie 2000 | Socorro            | LINEAR          |
| 193556 – | 2000 YX139          | 31 decembrie 2000 | Anderson Mesa      | LONEOS          |
| 193557 – | 2001 AS3            | 2 ianuarie 2001   | Socorro            | LINEAR          |
| 193558 – | 2001 AA4            | 2 ianuarie 2001   | Socorro            | LINEAR          |
| 193559 – | 2001 AM4            | 2 ianuarie 2001   | Socorro            | LINEAR          |
| 193560 – | 2001 AW10           | 2 ianuarie 2001   | Socorro            | LINEAR          |
| 193561 – | 2001 AG11           | 2 ianuarie 2001   | Socorro            | LINEAR          |
| 193562 – | 2001 AZ11           | 2 ianuarie 2001   | Socorro            | LINEAR          |
| 193563 – | 2001 AO12           | 2 ianuarie 2001   | Socorro            | LINEAR          |
| 193564 – | 2001 AW15           | 2 ianuarie 2001   | Socorro            | LINEAR          |
| 193565 – | 2001 AJ27           | 5 ianuarie 2001   | Socorro            | LINEAR          |
| 193566 – | 2001 AR30           | 4 ianuarie 2001   | Socorro            | LINEAR          |
| 193567 – | 2001 AE32           | 4 ianuarie 2001   | Socorro            | LINEAR          |
| 193568 – | 2001 AO33           | 4 ianuarie 2001   | Socorro            | LINEAR          |
| 193569 – | 2001 AB34           | 4 ianuarie 2001   | Socorro            | LINEAR          |
| 193570 – | 2001 AR36           | 5 ianuarie 2001   | Socorro            | LINEAR          |
| 193571 – | 2001 AG40           | 3 ianuarie 2001   | Anderson Mesa      | LONEOS          |
| 193572 – | 2001 AW40           | 3 ianuarie 2001   | Anderson Mesa      | LONEOS          |
| 193573 – | 2001 AM42           | 4 ianuarie 2001   | Anderson Mesa      | LONEOS          |
| 193574 – | 2001 BB             | 17 ianuarie 2001  | Oizumi             | T. Kobayashi    |
| 193575 – | 2001 BF             | 17 ianuarie 2001  | Oizumi             | T. Kobayashi    |
| 193576 – | 2001 BG             | 17 ianuarie 2001  | Oizumi             | T. Kobayashi    |
| 193577 – | 2001 BY1            | 16 ianuarie 2001  | Kitt Peak          | Spacewatch      |
| 193578 – | 2001 BH2            | 16 ianuarie 2001  | Haleakala          | NEAT            |
| 193579 – | 2001 BS2            | 18 ianuarie 2001  | Socorro            | LINEAR          |
| 193580 – | 2001 BM6            | 19 ianuarie 2001  | Socorro            | LINEAR          |
| 193581 – | 2001 BW9            | 16 ianuarie 2001  | Kitt Peak          | Spacewatch      |
| 193582 – | 2001 BF11           | 16 ianuarie 2001  | Haleakala          | NEAT            |
| 193583 – | 2001 BG21           | 19 ianuarie 2001  | Socorro            | LINEAR          |
| 193584 – | 2001 BL22           | 20 ianuarie 2001  | Socorro            | LINEAR          |
| 193585 – | 2001 BB26           | 20 ianuarie 2001  | Socorro            | LINEAR          |
| 193586 – | 2001 BT37           | 21 ianuarie 2001  | Socorro            | LINEAR          |
| 193587 – | 2001 BQ38           | 23 ianuarie 2001  | Oizumi             | T. Kobayashi    |
| 193588 – | 2001 BE40           | 18 ianuarie 2001  | Socorro            | LINEAR          |
| 193589 – | 2001 BS42           | 19 ianuarie 2001  | Socorro            | LINEAR          |
| 193590 – | 2001 BQ45           | 21 ianuarie 2001  | Socorro            | LINEAR          |
| 193591 – | 2001 BV45           | 21 ianuarie 2001  | Socorro            | LINEAR          |
| 193592 – | 2001 BN46           | 21 ianuarie 2001  | Socorro            | LINEAR          |
| 193593 – | 2001 BR46           | 21 ianuarie 2001  | Socorro            | LINEAR          |
| 193594 – | 2001 BQ49           | 21 ianuarie 2001  | Socorro            | LINEAR          |
| 193595 – | 2001 BK55           | 19 ianuarie 2001  | Socorro            | LINEAR          |
| 193596 – | 2001 BV60           | 26 ianuarie 2001  | Socorro            | LINEAR          |
| 193597 – | 2001 BO63           | 29 ianuarie 2001  | Socorro            | LINEAR          |
| 193598 – | 2001 BF65           | 26 ianuarie 2001  | Socorro            | LINEAR          |
| 193599 – | 2001 BJ66           | 26 ianuarie 2001  | Socorro            | LINEAR          |
| 193600 – | 2001 BO67           | 31 ianuarie 2001  | Socorro            | LINEAR          |

## 193601–193700
| Denumire | Denumire provizorie | Data descoperirii | Locul descoperirii | Descoperitor(i)  |
| -------- | ------------------- | ----------------- | ------------------ | ---------------- |
| 193601 – | 2001 BQ68           | 31 ianuarie 2001  | Socorro            | LINEAR           |
| 193602 – | 2001 BL70           | 21 ianuarie 2001  | Socorro            | LINEAR           |
| 193603 – | 2001 BU71           | 29 ianuarie 2001  | Socorro            | LINEAR           |
| 193604 – | 2001 BG73           | 28 ianuarie 2001  | Haleakala          | NEAT             |
| 193605 – | 2001 BX75           | 26 ianuarie 2001  | Socorro            | LINEAR           |
| 193606 – | 2001 BF78           | 24 ianuarie 2001  | Kitt Peak          | Spacewatch       |
| 193607 – | 2001 BH82           | 18 ianuarie 2001  | Socorro            | LINEAR           |
| 193608 – | 2001 CD2            | 1 februarie 2001  | Socorro            | LINEAR           |
| 193609 – | 2001 CA7            | 1 februarie 2001  | Socorro            | LINEAR           |
| 193610 – | 2001 CS8            | 1 februarie 2001  | Socorro            | LINEAR           |
| 193611 – | 2001 CQ12           | 1 februarie 2001  | Socorro            | LINEAR           |
| 193612 – | 2001 CG13           | 1 februarie 2001  | Socorro            | LINEAR           |
| 193613 – | 2001 CW13           | 1 februarie 2001  | Socorro            | LINEAR           |
| 193614 – | 2001 CZ13           | 1 februarie 2001  | Socorro            | LINEAR           |
| 193615 – | 2001 CY16           | 1 februarie 2001  | Socorro            | LINEAR           |
| 193616 – | 2001 CZ17           | 2 februarie 2001  | Socorro            | LINEAR           |
| 193617 – | 2001 CO18           | 2 februarie 2001  | Socorro            | LINEAR           |
| 193618 – | 2001 CP19           | 2 februarie 2001  | Socorro            | LINEAR           |
| 193619 – | 2001 CL21           | 1 februarie 2001  | Anderson Mesa      | LONEOS           |
| 193620 – | 2001 CZ21           | 1 februarie 2001  | Anderson Mesa      | LONEOS           |
| 193621 – | 2001 CU24           | 1 februarie 2001  | Socorro            | LINEAR           |
| 193622 – | 2001 CR25           | 1 februarie 2001  | Socorro            | LINEAR           |
| 193623 – | 2001 CC26           | 1 februarie 2001  | Kitt Peak          | Spacewatch       |
| 193624 – | 2001 CW26           | 1 februarie 2001  | Haleakala          | NEAT             |
| 193625 – | 2001 CD29           | 2 februarie 2001  | Anderson Mesa      | LONEOS           |
| 193626 – | 2001 CV31           | 5 februarie 2001  | Socorro            | LINEAR           |
| 193627 – | 2001 CD33           | 13 februarie 2001 | Socorro            | LINEAR           |
| 193628 – | 2001 CQ33           | 13 februarie 2001 | Socorro            | LINEAR           |
| 193629 – | 2001 CY33           | 13 februarie 2001 | Socorro            | LINEAR           |
| 193630 – | 2001 CY34           | 13 februarie 2001 | Socorro            | LINEAR           |
| 193631 – | 2001 CA37           | 14 februarie 2001 | Ondřejov           | L. Šarounová     |
| 193632 – | 2001 CU37           | 15 februarie 2001 | Socorro            | LINEAR           |
| 193633 – | 2001 CY39           | 13 februarie 2001 | Socorro            | LINEAR           |
| 193634 – | 2001 CS44           | 15 februarie 2001 | Socorro            | LINEAR           |
| 193635 – | 2001 CQ45           | 15 februarie 2001 | Socorro            | LINEAR           |
| 193636 – | 2001 CS45           | 15 februarie 2001 | Socorro            | LINEAR           |
| 193637 – | 2001 CQ48           | 12 februarie 2001 | Anderson Mesa      | LONEOS           |
| 193638 – | 2001 DY2            | 16 februarie 2001 | Socorro            | LINEAR           |
| 193639 – | 2001 DK13           | 19 februarie 2001 | Oizumi             | T. Kobayashi     |
| 193640 – | 2001 DJ15           | 16 februarie 2001 | Socorro            | LINEAR           |
| 193641 – | 2001 DH16           | 16 februarie 2001 | Socorro            | LINEAR           |
| 193642 – | 2001 DH18           | 16 februarie 2001 | Socorro            | LINEAR           |
| 193643 – | 2001 DK18           | 16 februarie 2001 | Socorro            | LINEAR           |
| 193644 – | 2001 DL22           | 16 februarie 2001 | Socorro            | LINEAR           |
| 193645 – | 2001 DL23           | 17 februarie 2001 | Socorro            | LINEAR           |
| 193646 – | 2001 DF26           | 17 februarie 2001 | Socorro            | LINEAR           |
| 193647 – | 2001 DB28           | 17 februarie 2001 | Socorro            | LINEAR           |
| 193648 – | 2001 DT30           | 17 februarie 2001 | Socorro            | LINEAR           |
| 193649 – | 2001 DA38           | 19 februarie 2001 | Socorro            | LINEAR           |
| 193650 – | 2001 DU38           | 19 februarie 2001 | Socorro            | LINEAR           |
| 193651 – | 2001 DL41           | 19 februarie 2001 | Socorro            | LINEAR           |
| 193652 – | 2001 DX41           | 19 februarie 2001 | Socorro            | LINEAR           |
| 193653 – | 2001 DB42           | 19 februarie 2001 | Socorro            | LINEAR           |
| 193654 – | 2001 DV42           | 19 februarie 2001 | Socorro            | LINEAR           |
| 193655 – | 2001 DV44           | 19 februarie 2001 | Socorro            | LINEAR           |
| 193656 – | 2001 DK45           | 19 februarie 2001 | Socorro            | LINEAR           |
| 193657 – | 2001 DP48           | 16 februarie 2001 | Socorro            | LINEAR           |
| 193658 – | 2001 DH50           | 16 februarie 2001 | Socorro            | LINEAR           |
| 193659 – | 2001 DX53           | 20 februarie 2001 | Črni Vrh           | Črni Vrh         |
| 193660 – | 2001 DB55           | 16 februarie 2001 | Kitt Peak          | Spacewatch       |
| 193661 – | 2001 DH56           | 16 februarie 2001 | Kitt Peak          | Spacewatch       |
| 193662 – | 2001 DA60           | 19 februarie 2001 | Socorro            | LINEAR           |
| 193663 – | 2001 DG62           | 19 februarie 2001 | Socorro            | LINEAR           |
| 193664 – | 2001 DR62           | 19 februarie 2001 | Socorro            | LINEAR           |
| 193665 – | 2001 DU62           | 19 februarie 2001 | Socorro            | LINEAR           |
| 193666 – | 2001 DE63           | 19 februarie 2001 | Socorro            | LINEAR           |
| 193667 – | 2001 DU64           | 19 februarie 2001 | Socorro            | LINEAR           |
| 193668 – | 2001 DJ66           | 19 februarie 2001 | Socorro            | LINEAR           |
| 193669 – | 2001 DV66           | 19 februarie 2001 | Socorro            | LINEAR           |
| 193670 – | 2001 DY76           | 22 februarie 2001 | Kitt Peak          | Spacewatch       |
| 193671 – | 2001 DV84           | 23 februarie 2001 | Cerro Tololo       | Deep Lens Survey |
| 193672 – | 2001 DA91           | 21 februarie 2001 | Haleakala          | NEAT             |
| 193673 – | 2001 DQ96           | 17 februarie 2001 | Socorro            | LINEAR           |
| 193674 – | 2001 DT99           | 17 februarie 2001 | Haleakala          | NEAT             |
| 193675 – | 2001 DA100          | 17 februarie 2001 | Haleakala          | NEAT             |
| 193676 – | 2001 DN103          | 16 februarie 2001 | Socorro            | LINEAR           |
| 193677 – | 2001 DH104          | 16 februarie 2001 | Anderson Mesa      | LONEOS           |
| 193678 – | 2001 DA105          | 16 februarie 2001 | Anderson Mesa      | LONEOS           |
| 193679 – | 2001 EO1            | 1 martie 2001     | Socorro            | LINEAR           |
| 193680 – | 2001 EX1            | 1 martie 2001     | Socorro            | LINEAR           |
| 193681 – | 2001 EE8            | 2 martie 2001     | Anderson Mesa      | LONEOS           |
| 193682 – | 2001 EH14           | 15 martie 2001    | Socorro            | LINEAR           |
| 193683 – | 2001 EO14           | 15 martie 2001    | Socorro            | LINEAR           |
| 193684 – | 2001 EP15           | 14 martie 2001    | Socorro            | LINEAR           |
| 193685 – | 2001 EG16           | 15 martie 2001    | Haleakala          | NEAT             |
| 193686 – | 2001 EP25           | 15 martie 2001    | Haleakala          | NEAT             |
| 193687 – | 2001 ET27           | 2 martie 2001     | Anderson Mesa      | LONEOS           |
| 193688 – | 2001 FY2            | 18 martie 2001    | Socorro            | LINEAR           |
| 193689 – | 2001 FQ4            | 19 martie 2001    | Kitt Peak          | Spacewatch       |
| 193690 – | 2001 FE10           | 19 martie 2001    | Anderson Mesa      | LONEOS           |
| 193691 – | 2001 FG11           | 19 martie 2001    | Anderson Mesa      | LONEOS           |
| 193692 – | 2001 FA13           | 19 martie 2001    | Anderson Mesa      | LONEOS           |
| 193693 – | 2001 FZ24           | 18 martie 2001    | Socorro            | LINEAR           |
| 193694 – | 2001 FK25           | 18 martie 2001    | Socorro            | LINEAR           |
| 193695 – | 2001 FU29           | 19 martie 2001    | Haleakala          | NEAT             |
| 193696 – | 2001 FN37           | 18 martie 2001    | Socorro            | LINEAR           |
| 193697 – | 2001 FV42           | 18 martie 2001    | Socorro            | LINEAR           |
| 193698 – | 2001 FR45           | 18 martie 2001    | Socorro            | LINEAR           |
| 193699 – | 2001 FQ52           | 18 martie 2001    | Socorro            | LINEAR           |
| 193700 – | 2001 FV57           | 21 martie 2001    | Socorro            | LINEAR           |

## 193701–193800
| Denumire | Denumire provizorie | Data descoperirii | Locul descoperirii | Descoperitor(i) |
| -------- | ------------------- | ----------------- | ------------------ | --------------- |
| 193701 – | 2001 FH58           | 19 martie 2001    | Socorro            | LINEAR          |
| 193702 – | 2001 FS62           | 19 martie 2001    | Socorro            | LINEAR          |
| 193703 – | 2001 FX63           | 19 martie 2001    | Socorro            | LINEAR          |
| 193704 – | 2001 FQ65           | 19 martie 2001    | Socorro            | LINEAR          |
| 193705 – | 2001 FT69           | 19 martie 2001    | Socorro            | LINEAR          |
| 193706 – | 2001 FB75           | 19 martie 2001    | Socorro            | LINEAR          |
| 193707 – | 2001 FK79           | 21 martie 2001    | Socorro            | LINEAR          |
| 193708 – | 2001 FE80           | 21 martie 2001    | Socorro            | LINEAR          |
| 193709 – | 2001 FG82           | 23 martie 2001    | Socorro            | LINEAR          |
| 193710 – | 2001 FT82           | 23 martie 2001    | Socorro            | LINEAR          |
| 193711 – | 2001 FC83           | 24 martie 2001    | Socorro            | LINEAR          |
| 193712 – | 2001 FO84           | 26 martie 2001    | Kitt Peak          | Spacewatch      |
| 193713 – | 2001 FG87           | 21 martie 2001    | Anderson Mesa      | LONEOS          |
| 193714 – | 2001 FA90           | 27 martie 2001    | Kitt Peak          | Spacewatch      |
| 193715 – | 2001 FP91           | 16 martie 2001    | Kitt Peak          | Spacewatch      |
| 193716 – | 2001 FF100          | 17 martie 2001    | Socorro            | LINEAR          |
| 193717 – | 2001 FP102          | 17 martie 2001    | Eskridge           | Eskridge        |
| 193718 – | 2001 FW106          | 18 martie 2001    | Anderson Mesa      | LONEOS          |
| 193719 – | 2001 FY106          | 18 martie 2001    | Anderson Mesa      | LONEOS          |
| 193720 – | 2001 FE107          | 18 martie 2001    | Anderson Mesa      | LONEOS          |
| 193721 – | 2001 FN107          | 18 martie 2001    | Anderson Mesa      | LONEOS          |
| 193722 – | 2001 FR111          | 18 martie 2001    | Socorro            | LINEAR          |
| 193723 – | 2001 FP112          | 18 martie 2001    | Haleakala          | NEAT            |
| 193724 – | 2001 FT113          | 19 martie 2001    | Anderson Mesa      | LONEOS          |
| 193725 – | 2001 FR114          | 19 martie 2001    | Anderson Mesa      | LONEOS          |
| 193726 – | 2001 FQ139          | 21 martie 2001    | Kitt Peak          | Spacewatch      |
| 193727 – | 2001 FS139          | 21 martie 2001    | Kitt Peak          | Spacewatch      |
| 193728 – | 2001 FJ149          | 24 martie 2001    | Socorro            | LINEAR          |
| 193729 – | 2001 FZ153          | 26 martie 2001    | Socorro            | LINEAR          |
| 193730 – | 2001 FE156          | 26 martie 2001    | Haleakala          | NEAT            |
| 193731 – | 2001 FY162          | 18 martie 2001    | Socorro            | LINEAR          |
| 193732 – | 2001 FF168          | 21 martie 2001    | Kitt Peak          | Spacewatch      |
| 193733 – | 2001 FX169          | 24 martie 2001    | Kitt Peak          | Spacewatch      |
| 193734 – | 2001 FY179          | 20 martie 2001    | Anderson Mesa      | LONEOS          |
| 193735 – | 2001 FD180          | 20 martie 2001    | Anderson Mesa      | LONEOS          |
| 193736 – | 2001 FQ182          | 25 martie 2001    | Kitt Peak          | M. W. Buie      |
| 193737 – | 2001 FY185          | 16 martie 2001    | Socorro            | LINEAR          |
| 193738 – | 2001 FT186          | 18 martie 2001    | Anderson Mesa      | LONEOS          |
| 193739 – | 2001 FQ187          | 20 martie 2001    | Kitt Peak          | Spacewatch      |
| 193740 – | 2001 FK188          | 16 martie 2001    | Socorro            | LINEAR          |
| 193741 – | 2001 HY19           | 26 aprilie 2001   | Kitt Peak          | Spacewatch      |
| 193742 – | 2001 HE33           | 27 aprilie 2001   | Socorro            | LINEAR          |
| 193743 – | 2001 HG54           | 24 aprilie 2001   | Anderson Mesa      | LONEOS          |
| 193744 – | 2001 HW56           | 24 aprilie 2001   | Haleakala          | NEAT            |
| 193745 – | 2001 HX58           | 17 aprilie 2001   | Anderson Mesa      | LONEOS          |
| 193746 – | 2001 JB3            | 15 mai 2001       | Anderson Mesa      | LONEOS          |
| 193747 – | 2001 JZ3            | 15 mai 2001       | Haleakala          | NEAT            |
| 193748 – | 2001 JS9            | 15 mai 2001       | Haleakala          | NEAT            |
| 193749 – | 2001 KG             | 17 mai 2001       | Socorro            | LINEAR          |
| 193750 – | 2001 KC3            | 17 mai 2001       | Socorro            | LINEAR          |
| 193751 – | 2001 KH9            | 18 mai 2001       | Socorro            | LINEAR          |
| 193752 – | 2001 KR15           | 18 mai 2001       | Socorro            | LINEAR          |
| 193753 – | 2001 KB25           | 17 mai 2001       | Socorro            | LINEAR          |
| 193754 – | 2001 KH31           | 22 mai 2001       | Socorro            | LINEAR          |
| 193755 – | 2001 KP40           | 23 mai 2001       | Socorro            | LINEAR          |
| 193756 – | 2001 KA51           | 21 mai 2001       | Socorro            | LINEAR          |
| 193757 – | 2001 KV60           | 17 mai 2001       | Kitt Peak          | Spacewatch      |
| 193758 – | 2001 KN66           | 23 mai 2001       | Socorro            | LINEAR          |
| 193759 – | 2001 KG72           | 24 mai 2001       | Socorro            | LINEAR          |
| 193760 – | 2001 KY73           | 25 mai 2001       | Kitt Peak          | Spacewatch      |
| 193761 – | 2001 KB74           | 25 mai 2001       | Kitt Peak          | Spacewatch      |
| 193762 – | 2001 KO74           | 26 mai 2001       | Socorro            | LINEAR          |
| 193763 – | 2001 LF12           | 15 iunie 2001     | Socorro            | LINEAR          |
| 193764 – | 2001 LG13           | 15 iunie 2001     | Socorro            | LINEAR          |
| 193765 – | 2001 MQ             | 17 iunie 2001     | Palomar            | NEAT            |
| 193766 – | 2001 MW1            | 18 iunie 2001     | Wise               | Wise            |
| 193767 – | 2001 ME13           | 23 iunie 2001     | Palomar            | NEAT            |
| 193768 – | 2001 MW16           | 27 iunie 2001     | Palomar            | NEAT            |
| 193769 – | 2001 MH23           | 27 iunie 2001     | Haleakala          | NEAT            |
| 193770 – | 2001 NK             | 9 iulie 2001      | Needville          | Needville       |
| 193771 – | 2001 NW2            | 12 iulie 2001     | Palomar            | NEAT            |
| 193772 – | 2001 NK4            | 13 iulie 2001     | Palomar            | NEAT            |
| 193773 – | 2001 OX             | 17 iulie 2001     | Haleakala          | NEAT            |
| 193774 – | 2001 OK5            | 17 iulie 2001     | Anderson Mesa      | LONEOS          |
| 193775 – | 2001 OL5            | 17 iulie 2001     | Anderson Mesa      | LONEOS          |
| 193776 – | 2001 OT11           | 18 iulie 2001     | Haleakala          | NEAT            |
| 193777 – | 2001 OG15           | 18 iulie 2001     | Palomar            | NEAT            |
| 193778 – | 2001 OM16           | 22 iulie 2001     | Jonathan B. Postel | V. Pozzoli      |
| 193779 – | 2001 OT17           | 17 iulie 2001     | Haleakala          | NEAT            |
| 193780 – | 2001 OX24           | 16 iulie 2001     | Anderson Mesa      | LONEOS          |
| 193781 – | 2001 OR25           | 18 iulie 2001     | Haleakala          | NEAT            |
| 193782 – | 2001 OA34           | 19 iulie 2001     | Palomar            | NEAT            |
| 193783 – | 2001 OT34           | 19 iulie 2001     | Palomar            | NEAT            |
| 193784 – | 2001 OT40           | 20 iulie 2001     | Palomar            | NEAT            |
| 193785 – | 2001 OX44           | 16 iulie 2001     | Anderson Mesa      | LONEOS          |
| 193786 – | 2001 OP48           | 16 iulie 2001     | Haleakala          | NEAT            |
| 193787 – | 2001 OJ51           | 21 iulie 2001     | Palomar            | NEAT            |
| 193788 – | 2001 OZ53           | 21 iulie 2001     | Palomar            | NEAT            |
| 193789 – | 2001 OB59           | 21 iulie 2001     | Haleakala          | NEAT            |
| 193790 – | 2001 OL72           | 21 iulie 2001     | Anderson Mesa      | LONEOS          |
| 193791 – | 2001 OE73           | 21 iulie 2001     | Anderson Mesa      | LONEOS          |
| 193792 – | 2001 OB79           | 26 iulie 2001     | Palomar            | NEAT            |
| 193793 – | 2001 OR79           | 27 iulie 2001     | Palomar            | NEAT            |
| 193794 – | 2001 OB87           | 29 iulie 2001     | Palomar            | NEAT            |
| 193795 – | 2001 OF98           | 25 iulie 2001     | Haleakala          | NEAT            |
| 193796 – | 2001 OB104          | 30 iulie 2001     | Socorro            | LINEAR          |
| 193797 – | 2001 OO106          | 29 iulie 2001     | Socorro            | LINEAR          |
| 193798 – | 2001 PF8            | 11 august 2001    | Palomar            | NEAT            |
| 193799 – | 2001 PE12           | 11 august 2001    | Haleakala          | NEAT            |
| 193800 – | 2001 PM12           | 12 august 2001    | Palomar            | NEAT            |

## 193801–193900
| Denumire | Denumire provizorie | Data descoperirii | Locul descoperirii | Descoperitor(i)       |
| -------- | ------------------- | ----------------- | ------------------ | --------------------- |
| 193801 – | 2001 PV13           | 14 august 2001    | Emerald Lane       | L. Ball               |
| 193802 – | 2001 PS17           | 9 august 2001     | Palomar            | NEAT                  |
| 193803 – | 2001 PF19           | 10 august 2001    | Palomar            | NEAT                  |
| 193804 – | 2001 PQ20           | 10 august 2001    | Palomar            | NEAT                  |
| 193805 – | 2001 PA21           | 10 august 2001    | Haleakala          | NEAT                  |
| 193806 – | 2001 PO21           | 10 august 2001    | Haleakala          | NEAT                  |
| 193807 – | 2001 PM22           | 10 august 2001    | Haleakala          | NEAT                  |
| 193808 – | 2001 PK23           | 11 august 2001    | Haleakala          | NEAT                  |
| 193809 – | 2001 PQ27           | 11 august 2001    | Haleakala          | NEAT                  |
| 193810 – | 2001 PA39           | 11 august 2001    | Palomar            | NEAT                  |
| 193811 – | 2001 PP42           | 12 august 2001    | Palomar            | NEAT                  |
| 193812 – | 2001 PV50           | 10 august 2001    | Palomar            | NEAT                  |
| 193813 – | 2001 PM52           | 15 august 2001    | Haleakala          | NEAT                  |
| 193814 – | 2001 PV57           | 14 august 2001    | Haleakala          | NEAT                  |
| 193815 – | 2001 PW57           | 14 august 2001    | Haleakala          | NEAT                  |
| 193816 – | 2001 PM65           | 12 august 2001    | Palomar            | NEAT                  |
| 193817 – | 2001 PR65           | 13 august 2001    | Haleakala          | NEAT                  |
| 193818 – | 2001 QH             | 16 august 2001    | San Marcello       | L. Tesi, G. Forti     |
| 193819 – | 2001 QE8            | 16 august 2001    | Socorro            | LINEAR                |
| 193820 – | 2001 QV9            | 16 august 2001    | Socorro            | LINEAR                |
| 193821 – | 2001 QN17           | 16 august 2001    | Socorro            | LINEAR                |
| 193822 – | 2001 QD20           | 16 august 2001    | Socorro            | LINEAR                |
| 193823 – | 2001 QL26           | 16 august 2001    | Socorro            | LINEAR                |
| 193824 – | 2001 QO26           | 16 august 2001    | Socorro            | LINEAR                |
| 193825 – | 2001 QT27           | 16 august 2001    | Socorro            | LINEAR                |
| 193826 – | 2001 QM32           | 17 august 2001    | Socorro            | LINEAR                |
| 193827 – | 2001 QX34           | 16 august 2001    | Socorro            | LINEAR                |
| 193828 – | 2001 QC35           | 16 august 2001    | Socorro            | LINEAR                |
| 193829 – | 2001 QX38           | 16 august 2001    | Socorro            | LINEAR                |
| 193830 – | 2001 QS41           | 16 august 2001    | Socorro            | LINEAR                |
| 193831 – | 2001 QU42           | 16 august 2001    | Socorro            | LINEAR                |
| 193832 – | 2001 QW42           | 16 august 2001    | Socorro            | LINEAR                |
| 193833 – | 2001 QG43           | 16 august 2001    | Socorro            | LINEAR                |
| 193834 – | 2001 QQ43           | 16 august 2001    | Socorro            | LINEAR                |
| 193835 – | 2001 QZ47           | 16 august 2001    | Socorro            | LINEAR                |
| 193836 – | 2001 QG48           | 16 august 2001    | Socorro            | LINEAR                |
| 193837 – | 2001 QQ52           | 16 august 2001    | Socorro            | LINEAR                |
| 193838 – | 2001 QQ55           | 16 august 2001    | Socorro            | LINEAR                |
| 193839 – | 2001 QM56           | 16 august 2001    | Socorro            | LINEAR                |
| 193840 – | 2001 QC59           | 17 august 2001    | Socorro            | LINEAR                |
| 193841 – | 2001 QJ63           | 16 august 2001    | Socorro            | LINEAR                |
| 193842 – | 2001 QX67           | 19 august 2001    | Socorro            | LINEAR                |
| 193843 – | 2001 QU72           | 20 august 2001    | Palomar            | NEAT                  |
| 193844 – | 2001 QR81           | 17 august 2001    | Socorro            | LINEAR                |
| 193845 – | 2001 QL100          | 21 august 2001    | Palomar            | NEAT                  |
| 193846 – | 2001 QZ103          | 20 august 2001    | Socorro            | LINEAR                |
| 193847 – | 2001 QG109          | 20 august 2001    | Palomar            | NEAT                  |
| 193848 – | 2001 QL109          | 20 august 2001    | Haleakala          | NEAT                  |
| 193849 – | 2001 QK111          | 26 august 2001    | Eskridge           | Eskridge              |
| 193850 – | 2001 QT112          | 25 august 2001    | Socorro            | LINEAR                |
| 193851 – | 2001 QM114          | 17 august 2001    | Socorro            | LINEAR                |
| 193852 – | 2001 QS114          | 17 august 2001    | Socorro            | LINEAR                |
| 193853 – | 2001 QY115          | 17 august 2001    | Socorro            | LINEAR                |
| 193854 – | 2001 QH117          | 17 august 2001    | Socorro            | LINEAR                |
| 193855 – | 2001 QZ120          | 19 august 2001    | Socorro            | LINEAR                |
| 193856 – | 2001 QX123          | 19 august 2001    | Socorro            | LINEAR                |
| 193857 – | 2001 QY125          | 19 august 2001    | Socorro            | LINEAR                |
| 193858 – | 2001 QD127          | 20 august 2001    | Socorro            | LINEAR                |
| 193859 – | 2001 QZ128          | 20 august 2001    | Socorro            | LINEAR                |
| 193860 – | 2001 QT133          | 21 august 2001    | Socorro            | LINEAR                |
| 193861 – | 2001 QD137          | 22 august 2001    | Socorro            | LINEAR                |
| 193862 – | 2001 QK141          | 24 august 2001    | Socorro            | LINEAR                |
| 193863 – | 2001 QY141          | 24 august 2001    | Socorro            | LINEAR                |
| 193864 – | 2001 QA142          | 24 august 2001    | Socorro            | LINEAR                |
| 193865 – | 2001 QS142          | 24 august 2001    | Goodricke-Pigott   | R. A. Tucker          |
| 193866 – | 2001 QC143          | 21 august 2001    | Kitt Peak          | Spacewatch            |
| 193867 – | 2001 QO145          | 24 august 2001    | Kitt Peak          | Spacewatch            |
| 193868 – | 2001 QC149          | 21 august 2001    | Haleakala          | NEAT                  |
| 193869 – | 2001 QD153          | 26 august 2001    | Desert Eagle       | W. K. Y. Yeung        |
| 193870 – | 2001 QF154          | 29 august 2001    | Ondřejov           | M. Wolf, L. Šarounová |
| 193871 – | 2001 QA156          | 23 august 2001    | Anderson Mesa      | LONEOS                |
| 193872 – | 2001 QO156          | 23 august 2001    | Anderson Mesa      | LONEOS                |
| 193873 – | 2001 QX157          | 23 august 2001    | Anderson Mesa      | LONEOS                |
| 193874 – | 2001 QA161          | 23 august 2001    | Anderson Mesa      | LONEOS                |
| 193875 – | 2001 QW161          | 23 august 2001    | Anderson Mesa      | LONEOS                |
| 193876 – | 2001 QW166          | 24 august 2001    | Haleakala          | NEAT                  |
| 193877 – | 2001 QF174          | 26 august 2001    | Socorro            | LINEAR                |
| 193878 – | 2001 QT178          | 27 august 2001    | Palomar            | NEAT                  |
| 193879 – | 2001 QQ179          | 25 august 2001    | Palomar            | NEAT                  |
| 193880 – | 2001 QE180          | 25 august 2001    | Palomar            | NEAT                  |
| 193881 – | 2001 QT180          | 26 august 2001    | Palomar            | NEAT                  |
| 193882 – | 2001 QW182          | 17 august 2001    | Palomar            | NEAT                  |
| 193883 – | 2001 QC183          | 27 august 2001    | Palomar            | NEAT                  |
| 193884 – | 2001 QZ186          | 21 august 2001    | Desert Eagle       | W. K. Y. Yeung        |
| 193885 – | 2001 QN201          | 22 august 2001    | Kitt Peak          | Spacewatch            |
| 193886 – | 2001 QO202          | 23 august 2001    | Anderson Mesa      | LONEOS                |
| 193887 – | 2001 QO203          | 23 august 2001    | Socorro            | LINEAR                |
| 193888 – | 2001 QL206          | 23 august 2001    | Anderson Mesa      | LONEOS                |
| 193889 – | 2001 QW208          | 23 august 2001    | Anderson Mesa      | LONEOS                |
| 193890 – | 2001 QK215          | 23 august 2001    | Anderson Mesa      | LONEOS                |
| 193891 – | 2001 QM215          | 23 august 2001    | Anderson Mesa      | LONEOS                |
| 193892 – | 2001 QZ215          | 23 august 2001    | Anderson Mesa      | LONEOS                |
| 193893 – | 2001 QF218          | 23 august 2001    | Anderson Mesa      | LONEOS                |
| 193894 – | 2001 QH225          | 24 august 2001    | Desert Eagle       | W. K. Y. Yeung        |
| 193895 – | 2001 QJ226          | 24 august 2001    | Anderson Mesa      | LONEOS                |
| 193896 – | 2001 QX229          | 24 august 2001    | Anderson Mesa      | LONEOS                |
| 193897 – | 2001 QF230          | 24 august 2001    | Anderson Mesa      | LONEOS                |
| 193898 – | 2001 QK230          | 24 august 2001    | Anderson Mesa      | LONEOS                |
| 193899 – | 2001 QY230          | 24 august 2001    | Anderson Mesa      | LONEOS                |
| 193900 – | 2001 QE234          | 24 august 2001    | Socorro            | LINEAR                |

## 193901–194000
| Denumire | Denumire provizorie | Data descoperirii  | Locul descoperirii | Descoperitor(i) |
| -------- | ------------------- | ------------------ | ------------------ | --------------- |
| 193901 – | 2001 QZ237          | 24 august 2001     | Socorro            | LINEAR          |
| 193902 – | 2001 QJ242          | 24 august 2001     | Socorro            | LINEAR          |
| 193903 – | 2001 QC245          | 24 august 2001     | Socorro            | LINEAR          |
| 193904 – | 2001 QB247          | 24 august 2001     | Socorro            | LINEAR          |
| 193905 – | 2001 QN247          | 24 august 2001     | Socorro            | LINEAR          |
| 193906 – | 2001 QP247          | 24 august 2001     | Socorro            | LINEAR          |
| 193907 – | 2001 QT247          | 24 august 2001     | Socorro            | LINEAR          |
| 193908 – | 2001 QR248          | 24 august 2001     | Socorro            | LINEAR          |
| 193909 – | 2001 QH249          | 24 august 2001     | Socorro            | LINEAR          |
| 193910 – | 2001 QY249          | 24 august 2001     | Haleakala          | NEAT            |
| 193911 – | 2001 QW252          | 25 august 2001     | Socorro            | LINEAR          |
| 193912 – | 2001 QT255          | 25 august 2001     | Socorro            | LINEAR          |
| 193913 – | 2001 QV255          | 25 august 2001     | Socorro            | LINEAR          |
| 193914 – | 2001 QA261          | 25 august 2001     | Socorro            | LINEAR          |
| 193915 – | 2001 QE268          | 20 august 2001     | Socorro            | LINEAR          |
| 193916 – | 2001 QF270          | 19 august 2001     | Socorro            | LINEAR          |
| 193917 – | 2001 QF273          | 19 august 2001     | Socorro            | LINEAR          |
| 193918 – | 2001 QH276          | 19 august 2001     | Socorro            | LINEAR          |
| 193919 – | 2001 QS278          | 19 august 2001     | Socorro            | LINEAR          |
| 193920 – | 2001 QO284          | 30 august 2001     | Palomar            | NEAT            |
| 193921 – | 2001 QE287          | 17 august 2001     | Socorro            | LINEAR          |
| 193922 – | 2001 QC288          | 17 august 2001     | Socorro            | LINEAR          |
| 193923 – | 2001 QY291          | 16 august 2001     | Socorro            | LINEAR          |
| 193924 – | 2001 QR293          | 28 august 2001     | Bergisch Gladbach  | W. Bickel       |
| 193925 – | 2001 QC330          | 25 august 2001     | Anderson Mesa      | LONEOS          |
| 193926 – | 2001 RW2            | 9 septembrie 2001  | Desert Eagle       | W. K. Y. Yeung  |
| 193927 – | 2001 RQ5            | 9 septembrie 2001  | Desert Eagle       | W. K. Y. Yeung  |
| 193928 – | 2001 RJ15           | 10 septembrie 2001 | Socorro            | LINEAR          |
| 193929 – | 2001 RF21           | 7 septembrie 2001  | Socorro            | LINEAR          |
| 193930 – | 2001 RF22           | 7 septembrie 2001  | Socorro            | LINEAR          |
| 193931 – | 2001 RM25           | 7 septembrie 2001  | Socorro            | LINEAR          |
| 193932 – | 2001 RO25           | 7 septembrie 2001  | Socorro            | LINEAR          |
| 193933 – | 2001 RR25           | 7 septembrie 2001  | Socorro            | LINEAR          |
| 193934 – | 2001 RW27           | 7 septembrie 2001  | Socorro            | LINEAR          |
| 193935 – | 2001 RX27           | 7 septembrie 2001  | Socorro            | LINEAR          |
| 193936 – | 2001 RG28           | 7 septembrie 2001  | Socorro            | LINEAR          |
| 193937 – | 2001 RT28           | 7 septembrie 2001  | Socorro            | LINEAR          |
| 193938 – | 2001 RU30           | 7 septembrie 2001  | Socorro            | LINEAR          |
| 193939 – | 2001 RL32           | 8 septembrie 2001  | Socorro            | LINEAR          |
| 193940 – | 2001 RC34           | 8 septembrie 2001  | Socorro            | LINEAR          |
| 193941 – | 2001 RV34           | 8 septembrie 2001  | Socorro            | LINEAR          |
| 193942 – | 2001 RQ36           | 8 septembrie 2001  | Socorro            | LINEAR          |
| 193943 – | 2001 RV37           | 8 septembrie 2001  | Socorro            | LINEAR          |
| 193944 – | 2001 RY38           | 9 septembrie 2001  | Socorro            | LINEAR          |
| 193945 – | 2001 RT42           | 11 septembrie 2001 | Socorro            | LINEAR          |
| 193946 – | 2001 RH43           | 11 septembrie 2001 | Oakley             | Oakley          |
| 193947 – | 2001 RA46           | 15 septembrie 2001 | Emerald Lane       | L. Ball         |
| 193948 – | 2001 RQ47           | 12 septembrie 2001 | Socorro            | LINEAR          |
| 193949 – | 2001 RM52           | 12 septembrie 2001 | Socorro            | LINEAR          |
| 193950 – | 2001 RP56           | 12 septembrie 2001 | Socorro            | LINEAR          |
| 193951 – | 2001 RK58           | 12 septembrie 2001 | Socorro            | LINEAR          |
| 193952 – | 2001 RH62           | 12 septembrie 2001 | Socorro            | LINEAR          |
| 193953 – | 2001 RP64           | 10 septembrie 2001 | Socorro            | LINEAR          |
| 193954 – | 2001 RW65           | 10 septembrie 2001 | Socorro            | LINEAR          |
| 193955 – | 2001 RC68           | 10 septembrie 2001 | Socorro            | LINEAR          |
| 193956 – | 2001 RU68           | 10 septembrie 2001 | Socorro            | LINEAR          |
| 193957 – | 2001 RX72           | 10 septembrie 2001 | Socorro            | LINEAR          |
| 193958 – | 2001 RH74           | 10 septembrie 2001 | Socorro            | LINEAR          |
| 193959 – | 2001 RL80           | 13 septembrie 2001 | Palomar            | NEAT            |
| 193960 – | 2001 RG81           | 14 septembrie 2001 | Palomar            | NEAT            |
| 193961 – | 2001 RE83           | 11 septembrie 2001 | Anderson Mesa      | LONEOS          |
| 193962 – | 2001 RK86           | 11 septembrie 2001 | Anderson Mesa      | LONEOS          |
| 193963 – | 2001 RM88           | 11 septembrie 2001 | Anderson Mesa      | LONEOS          |
| 193964 – | 2001 RD90           | 11 septembrie 2001 | Anderson Mesa      | LONEOS          |
| 193965 – | 2001 RE90           | 11 septembrie 2001 | Anderson Mesa      | LONEOS          |
| 193966 – | 2001 RA92           | 11 septembrie 2001 | Anderson Mesa      | LONEOS          |
| 193967 – | 2001 RC93           | 11 septembrie 2001 | Anderson Mesa      | LONEOS          |
| 193968 – | 2001 RV93           | 11 septembrie 2001 | Anderson Mesa      | LONEOS          |
| 193969 – | 2001 RY94           | 11 septembrie 2001 | Anderson Mesa      | LONEOS          |
| 193970 – | 2001 RW98           | 12 septembrie 2001 | Socorro            | LINEAR          |
| 193971 – | 2001 RW99           | 12 septembrie 2001 | Socorro            | LINEAR          |
| 193972 – | 2001 RD102          | 12 septembrie 2001 | Socorro            | LINEAR          |
| 193973 – | 2001 RA103          | 12 septembrie 2001 | Socorro            | LINEAR          |
| 193974 – | 2001 RW104          | 12 septembrie 2001 | Socorro            | LINEAR          |
| 193975 – | 2001 RQ106          | 12 septembrie 2001 | Socorro            | LINEAR          |
| 193976 – | 2001 RV116          | 12 septembrie 2001 | Socorro            | LINEAR          |
| 193977 – | 2001 RG120          | 12 septembrie 2001 | Socorro            | LINEAR          |
| 193978 – | 2001 RD121          | 12 septembrie 2001 | Socorro            | LINEAR          |
| 193979 – | 2001 RK124          | 12 septembrie 2001 | Socorro            | LINEAR          |
| 193980 – | 2001 RL125          | 12 septembrie 2001 | Socorro            | LINEAR          |
| 193981 – | 2001 RB126          | 12 septembrie 2001 | Socorro            | LINEAR          |
| 193982 – | 2001 RK126          | 12 septembrie 2001 | Socorro            | LINEAR          |
| 193983 – | 2001 RE127          | 12 septembrie 2001 | Socorro            | LINEAR          |
| 193984 – | 2001 RU130          | 12 septembrie 2001 | Socorro            | LINEAR          |
| 193985 – | 2001 RQ132          | 12 septembrie 2001 | Socorro            | LINEAR          |
| 193986 – | 2001 RC134          | 12 septembrie 2001 | Socorro            | LINEAR          |
| 193987 – | 2001 RZ135          | 12 septembrie 2001 | Socorro            | LINEAR          |
| 193988 – | 2001 RC137          | 12 septembrie 2001 | Socorro            | LINEAR          |
| 193989 – | 2001 RC141          | 12 septembrie 2001 | Socorro            | LINEAR          |
| 193990 – | 2001 RQ147          | 9 septembrie 2001  | Haleakala          | NEAT            |
| 193991 – | 2001 RA149          | 10 septembrie 2001 | Anderson Mesa      | LONEOS          |
| 193992 – | 2001 RJ149          | 10 septembrie 2001 | Socorro            | LINEAR          |
| 193993 – | 2001 RX150          | 11 septembrie 2001 | Anderson Mesa      | LONEOS          |
| 193994 – | 2001 RE151          | 11 septembrie 2001 | Anderson Mesa      | LONEOS          |
| 193995 – | 2001 RK151          | 11 septembrie 2001 | Anderson Mesa      | LONEOS          |
| 193996 – | 2001 RE152          | 11 septembrie 2001 | Anderson Mesa      | LONEOS          |
| 193997 – | 2001 RM152          | 11 septembrie 2001 | Anderson Mesa      | LONEOS          |
| 193998 – | 2001 RP152          | 11 septembrie 2001 | Anderson Mesa      | LONEOS          |
| 193999 – | 2001 RO153          | 13 septembrie 2001 | Nashville          | R. Clingan      |
| 194000 – | 2001 RC154          | 15 septembrie 2001 | Palomar            | NEAT            |

| Predecesor: 192001–193000 | Lista planetelor minore 193001–194000 Semnificații ale numelor: 193001–194000 | Succesor: 194001–195000 |